# Piano
El piano (abreviación de «pianoforte», palabra que en italiano está compuesta por los términos «piano», que significa «suave», y «forte», «fuerte») es un instrumento musical armónico, clasificado como instrumento de cuerda percutida por el sistema de clasificación tradicional, y según la clasificación de Hornbostel-Sachs es un cordófono simple. El músico que toca el piano se denomina pianista.
Está compuesto por una caja de resonancia a la que se ha agregado un teclado ligado a un sistema percutor, mediante el cual se percuten las cuerdas de acero con martillos forrados de fieltro, lo que produce el sonido. Las vibraciones se transmiten a través de los puentes a la tabla armónica, que las amplifica. Está formado por un arpa cromática de cuerdas múltiples, accionada por un mecanismo de percusión indirecta, a la que se le han añadido apagadores. Fue inventado en torno al año 1700 por el paduano Bartolomeo Cristofori. Entre sus antecesores se encuentran instrumentos como el monocordio, el dulcémele, el clavicordio y el clavecín (del que deriva la forma y el teclado, pero no la mecánica).
A lo largo de la historia han existido diferentes tipos de pianos, pero los más comunes son el piano de cola y el piano vertical o de pared. La afinación del piano es un factor primordial en la acústica del instrumento y se realiza modificando la tensión de las cuerdas de manera que estas vibren en las frecuencias adecuadas.
En la música occidental, el piano se puede utilizar para la interpretación solista, para la música de cámara, para el acompañamiento, para ayudar a componer y para ensayar. Las primeras composiciones específicas para este instrumento surgieron alrededor del año 1732; entre ellas destacan las doce sonatas para piano de Lodovico Giustini tituladas Sonate da cimbalo di piano e forte detto volgarmente di martelletti. Desde entonces, muchos han sido los compositores que han realizado obras para piano y en muchos casos esos mismos compositores han sido pianistas. Destacan figuras como Frédéric Chopin, Franz Liszt, Wolfgang Amadeus Mozart, Ludwig van Beethoven, Claude Debussy o Piotr Ilich Chaikovski. Fue el instrumento representativo del romanticismo musical y ha tenido un papel relevante en la sociedad, especialmente entre las clases más acomodadas de los siglos XVIII y XIX.

## Origen del término
La palabra piano deriva del nombre original en italiano del instrumento, pianoforte (piano: «suave» y forte: «fuerte»), asignado por su primer constructor, Bartolomeo Cristofori: clavicémbalo col piano e forte (literalmente «clavecín con [sonido] suave y fuerte»). Esto se refiere a la capacidad del piano para producir sonidos con diferentes intensidades, dependiendo del peso que se le aplica a las teclas. Esta característica lo diferenciaba de sus predecesores, que solo podían producir un único volumen.

## Estructuras

### Mecanismo de percusión

Gráfico del mecanismo de percusión de un piano de cola:
(1) Tecla,
(2) Pilotín,
(3) Puente,
(4) Pilotín del escape,
(5) Palanca de escape,
(6) Tornillo de reborde del macillo,
(7) Rodillo,
(8) Brazo del macillo,
(9) Palanca de repetición,
(10) Cabeza de macillo,
(11) Empujador,
(12) Palanca del apagador,
(13) Apagadores,
(14) Cuchara de apagador,
(15) Apagador,
(16) Cuerda,
(17) Marco,
(18) Grapa,
(19) Enganche de la cuerda, y
(20) Somier.

El funcionamiento básico del mecanismo de un piano es el siguiente: cuando una tecla es pulsada, la palanca que está situada en el extremo opuesto se eleva y el macillo asociado a ella se pone en movimiento en dirección a la cuerda que es liberada por el apagador justo antes de la percusión. Tras el golpe del macillo a la cuerda se produce el sonido y acto seguido aquel cae hasta ser recogido por la grapa, también conocida como atrape, a una distancia aproximada de dos centímetros. Al levantar la tecla, esta libera el conjunto de palancas del escape y el macillo vuelve a estar disponible para volver a tocar la cuerda. Si retiramos la presión por completo, todo el sistema vuelve a su estado inicial de reposo, en el que el apagador tiene la misión primordial de interrumpir el sonido.

### Caja de resonancia

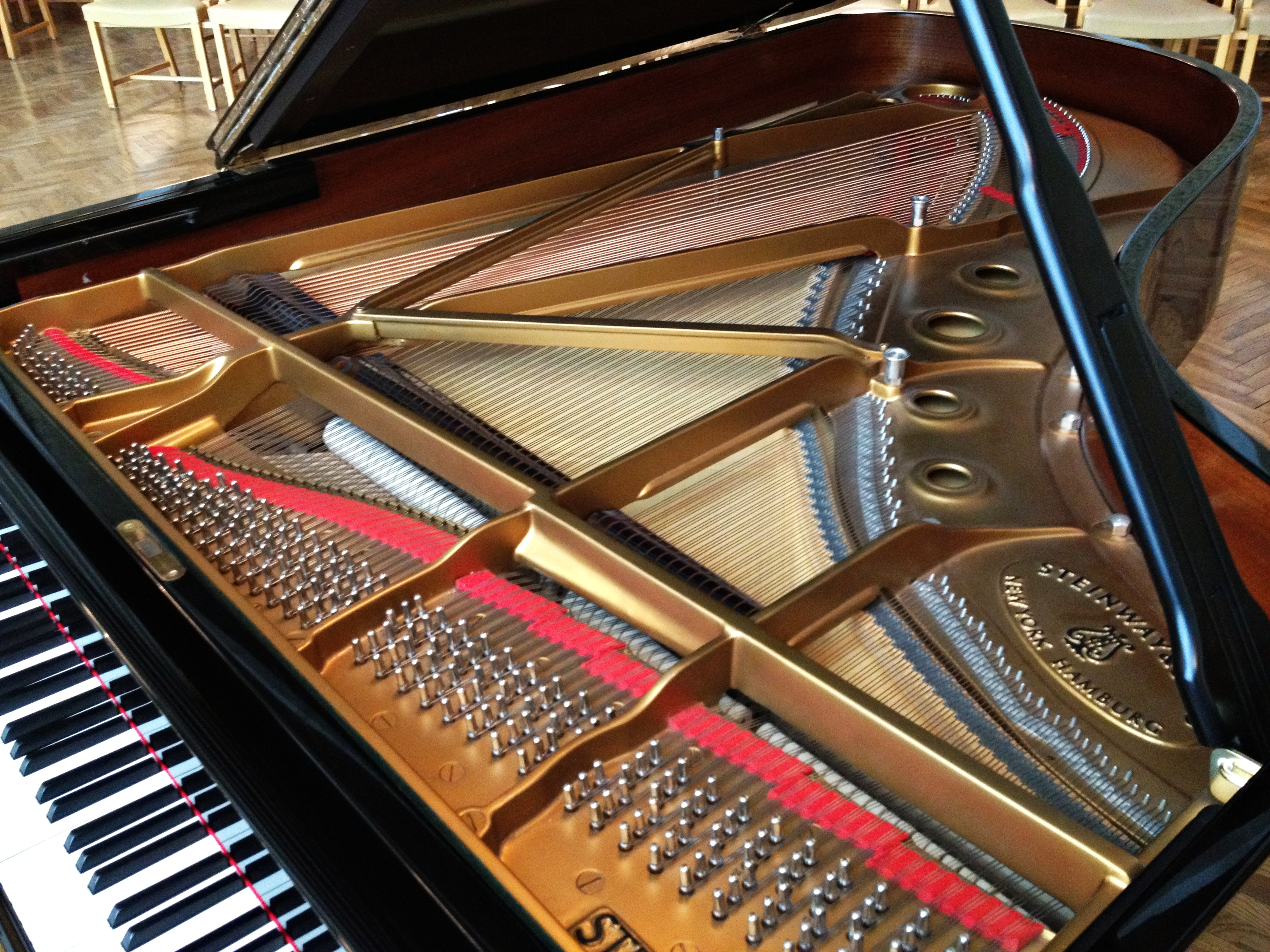
Caja de resonancia de un piano de cola.

La caja de resonancia, también denominada mueble, es el recinto cerrado del piano que tiene la finalidad de amplificar o modular el sonido. Es una parte primordial del piano, ya que, además de amplificar y modular el sonido, es un factor decisivo en el timbre del instrumento, siendo importante la calidad de la madera con la que está fabricada, el número de piezas con las que esté construida y su estructura.
La caja está formada por una tapa superior, una tapa inferior, denominada tabla armónica, y una «faja», que es una sección de madera que une ambas tapas, con formas curvadas mediante un proceso de prensado con calor. En el interior se encuentra el bastidor, que es una estructura de refuerzo de las tapas y sirve para controlar la vibración, y el alma.

#### Tabla armónica

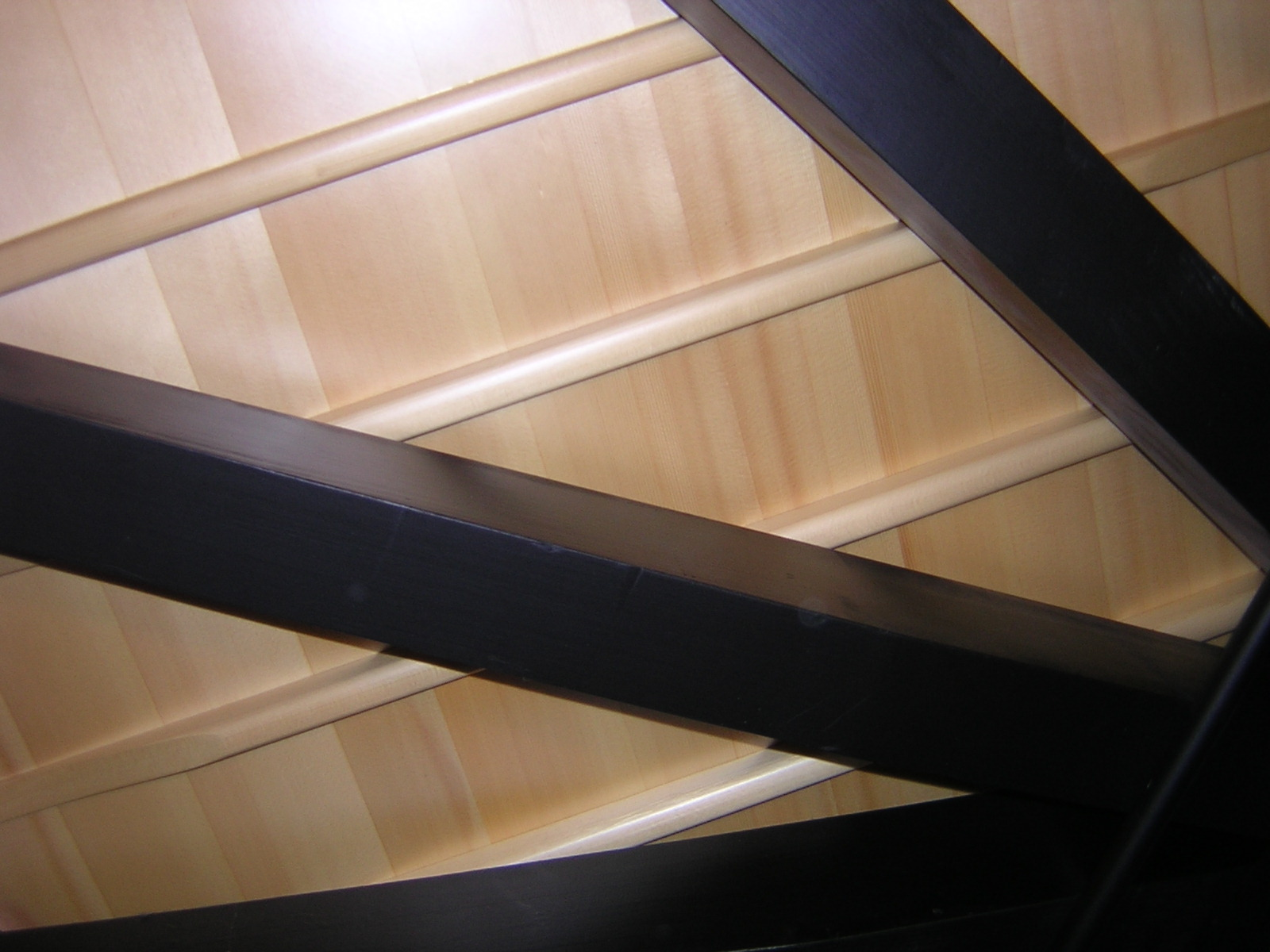
Los barrajes de la tabla armónica de un piano de cola.

La tabla armónica está compuesta por la tabla propiamente dicha, las barras armónicas, los puentes de sonido y los barrajes. La tabla armónica se sitúa debajo y también detrás de las cuerdas del piano. Es una superficie de madera laminada que varía de espesor, desde el centro a los lados, a lo largo de su superficie. Puede ir de los 12 a los 15 milímetros dependiendo de la medida del instrumento y el criterio del fabricante. La tabla está formada por una serie de listones de entre 10 y 15 centímetros de anchura unidos entre sí mediante cola. Es el auténtico elemento de resonancia del instrumento y su función es amplificar el sonido producido por las cuerdas, que a su vez es transmitido a las mismas a través del puente tonal.
La calidad y homogeneidad de la madera con la que está fabricada la tabla armónica es de suma importancia. En un piano de cola moderno, suele estar construida generalmente en madera de abeto y tiene un espesor de 8 milímetros, el doble de la de un pianoforte. Se usa la madera del abeto para la fabricación de la tabla armónica del piano y de otros instrumentos porque tiene el mejor cociente entre resistencia mecánica, que permite soportar la enorme presión de las cuerdas, y ligereza, que favorece la captación de las vibraciones más sutiles de las cuerdas. La tabla armónica tiene una ligera curvatura de unos 18 metros de radio, difícilmente apreciable a primera vista, que contribuye a que la tabla resista la presión de las cuerdas y al mismo tiempo se incremente considerablemente la resonancia del instrumento.
Las barras armónicas son un conjunto de listones que están fabricados con el mismo material que la tabla armónica, generalmente abeto, que están unidos a la tabla mediante cola por debajo de la misma. Su encolado es en sentido perpendicular a la veta de la tabla para hacer uniforme la rigidez del conjunto. La cantidad de barras armónicas varía entre 8 y 14, en función de la medida del instrumento, y sus dimensiones son de dos centímetros de alto por dos de largo aproximadamente. Las barras más largas se encuentran situadas en el centro de la tabla y tienen un grosor mayor, mientras que las más cortas se sitúan en los extremos y son más delgadas.
Los puentes de sonido van encolados en el centro de la tabla y en la parte superior de la misma. Sirven para transmitir la vibración de las cuerdas a la tabla armónica. Su forma es debida a la disposición de las cuerdas sobre ella y a que es necesario que la longitud de estas se incremente desde las notas más agudas a las más graves.
Los barrajes son la estructura básica del piano y su finalidad es la de soportar todos sus elementos. Se sitúan debajo de la tabla armónica, a la que van adheridos mediante cola. De ellos dependen tanto la solidez como la duración en el tiempo del instrumento y aportan estabilidad frente a posibles cambios climáticos, tensiones internas, agresiones externas o cualquier otro tipo de deformación.

#### Tapa superior
La tapa superior de la caja tiene una doble función: cerrar el mueble y proyectar el sonido hacia el público. Esta tapa se puede colocar en diversas posiciones según la potencia requerida. En el caso de realizar una actuación como solista, la tapa debe estar ubicada en su posición más alta. En cambio, si se está interpretando una obra acompañando a otros instrumentos, la tapa debe permanecer en su ubicación más baja.

#### Bastidor
El bastidor es un armazón de barras delgadas que suelen ser de hierro. En el cordal,situado en su extremo posterior, se ajustan las cuerdas, y en el clavijero, situado en el frontal, están las clavijas de afinación. Alrededor de estas se enrolla el otro extremo de la cuerda. Es necesario afinar correctamente cada cuerda. Esto se consigue enroscando el extremo final de cada una de ellas en un eje insertado en el clavijero, obteniendo un tono más agudo o grave según el sentido de giro.

### Cuerdas

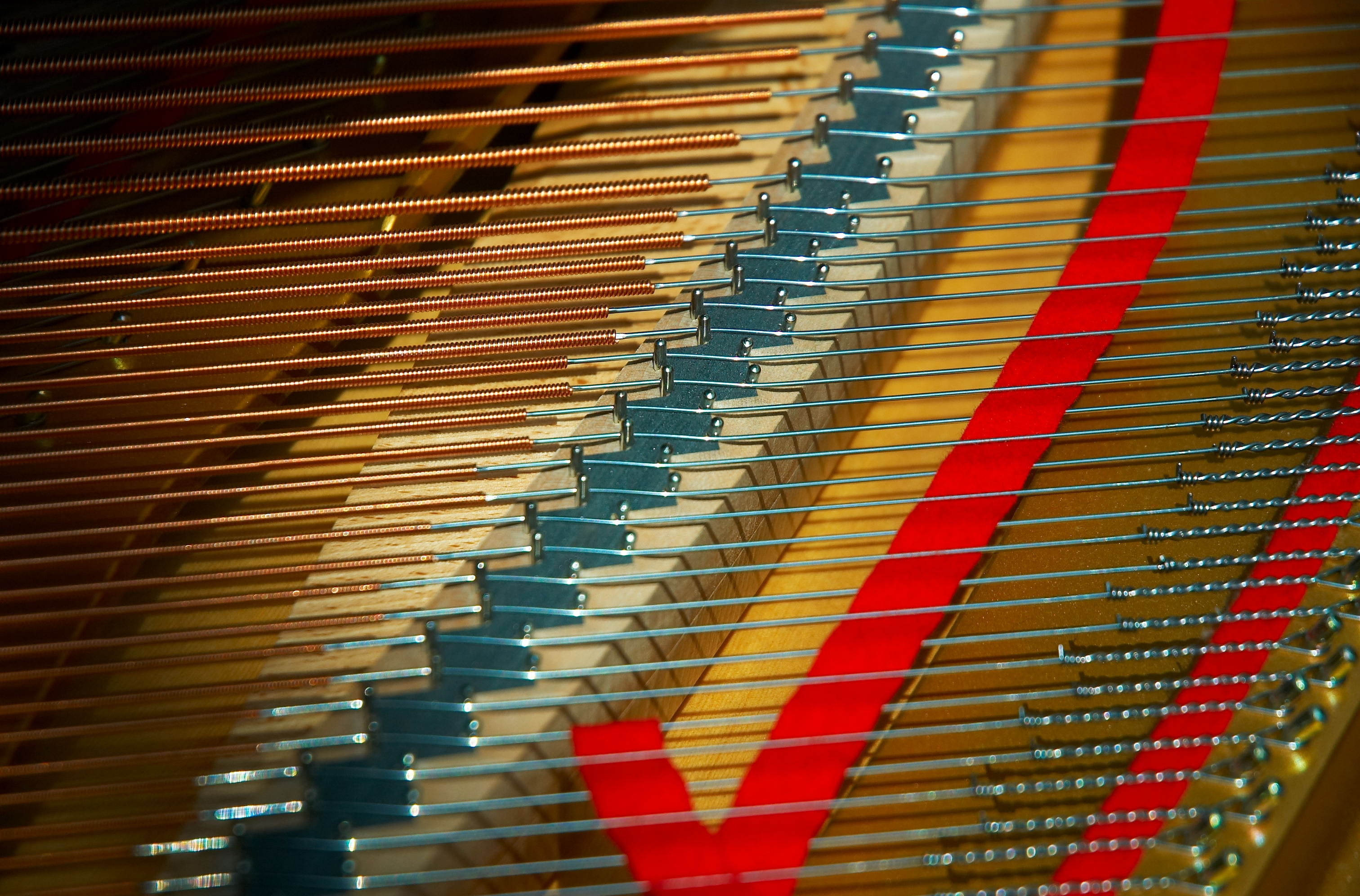
Cuerdas de un piano. Puede observarse que las cuerdas de la parte superior, correspondientes a las notas más graves, son más gruesas, y las de la parte inferior, correspondientes a las notas más agudas, son de menor grosor.

Las cuerdas son el elemento vibratorio que origina el sonido en el piano. Son segmentos formados por un material flexible que permanecen en tensión de modo que puedan vibrar libremente, sin entorpecimiento que provoque una distorsión de la onda acústica. La tensión de las 224 cuerdas puede llegar a alcanzar del orden de las 15 a 20 toneladas-fuerza y depende proporcionalmente de las dimensiones del instrumento.
Los bordones son las cuerdas de mayor longitud y pertenecen al registro grave extremo del instrumento. Hay una única cuerda por tecla y están fabricadas en acero, con un contenido del 1% de carbono, y entorchadas con hilos de cobre. Este entorchado tiene la misión de añadir cierto peso y homogeneidad en la vibración de modo que la cuerda alcance la altura sonora deseada, mientras la mantiene lo suficientemente delgada y flexible para tocar. En el registro grave se colocan dos cuerdas por tecla afinadas al unísono y en el registro agudo, tres. Las cuerdas para el registro agudo están fabricadas exclusivamente con acero. La longitud y grosor disminuye proporcionalmente desde el registro grave, cuerdas más largas y gruesas, hasta el registro agudo, de menor grosor y longitud. La longitud de las cuerdas más graves incide proporcionalmente en las dimensiones exteriores del instrumento. Por tanto, una mayor longitud de las cuerdas implica una mayor cola del piano, lo que incrementa la calidad del sonido. Ocurre lo mismo con la altura de la caja del piano de pared.
La fabricación de una cuerda para piano se realiza mediante un proceso de trefilado, que consiste en la reducción de la sección de una cuerda de diámetro grueso y hacerla pasar a través de un orificio cónico calibrado practicado en un disco de material más duro que la cuerda. Tras dicho proceso se obtiene una cuerda con un diámetro exactamente calibrado. Al iterar este proceso con agujeros cada vez más pequeños se obtienen otras tantas cuerdas con sendos calibres.
Antiguamente, el alambre de latón se trefilaba a través de discos de acero. Las cuerdas de acero actuales se trefilan a través de discos de materiales más duros que el acero, como el diamante o el rubí. Este procedimiento fue inventado en 1819 por Brockedon en el Reino Unido y sigue siendo usado en la fabricación de cuerdas para los pianos modernos.

### Teclado

Teclado de un piano con las notas del pentagrama que le corresponden según su registro.

Prácticamente todos los pianos modernos tienen 88 teclas, 36 negras y 52 blancas. El número de teclas en los teclados se ha incrementado con el tiempo. En el siglo XVIII los clavecines tenían poco más de 61 teclas (hasta cinco octavas), mientras que la mayoría de los pianos fabricados desde 1870 tenían 88 teclas.
Los pianos modernos tienen un registro de siete octavas y una tercera menor; es decir, desde la-2 hasta do7. Sin embargo, muchos pianos tienen un registro de siete octavas (85 teclas); es decir, desde la-2 hasta la6 y algunos fabricantes amplían su registro hacia alguno de los dos extremos, el agudo o el grave. Por ejemplo, un piano Bösendorfer 225 tiene 92 teclas y un Bösendorfer 290 Imperial tiene 97. Los órganos generalmente tienen 61 teclas por «manual» (parte del órgano que se toca con las manos).
El peso de las teclas es un factor muy importante del teclado de un piano. En un piano acústico (de cola o vertical), el peso de las teclas está directamente relacionado con el mecanismo de percusión del macillo, que golpea la cuerda dentro de la caja de resonancia. En un piano electrónico la sensación de peso que tiene lugar en los pianos acústicos es reproducida mediante un mecanismo de martillo debajo de cada tecla.

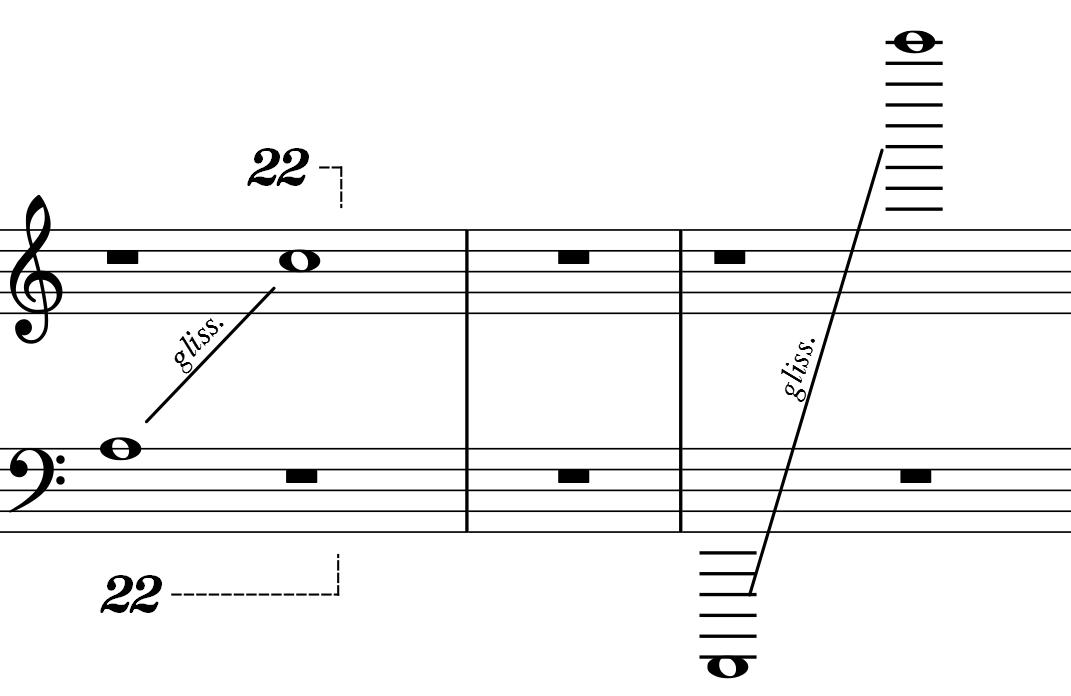
Tesitura del Piano transcrito 3 octavas y las notas escritas normal.

### Pedales

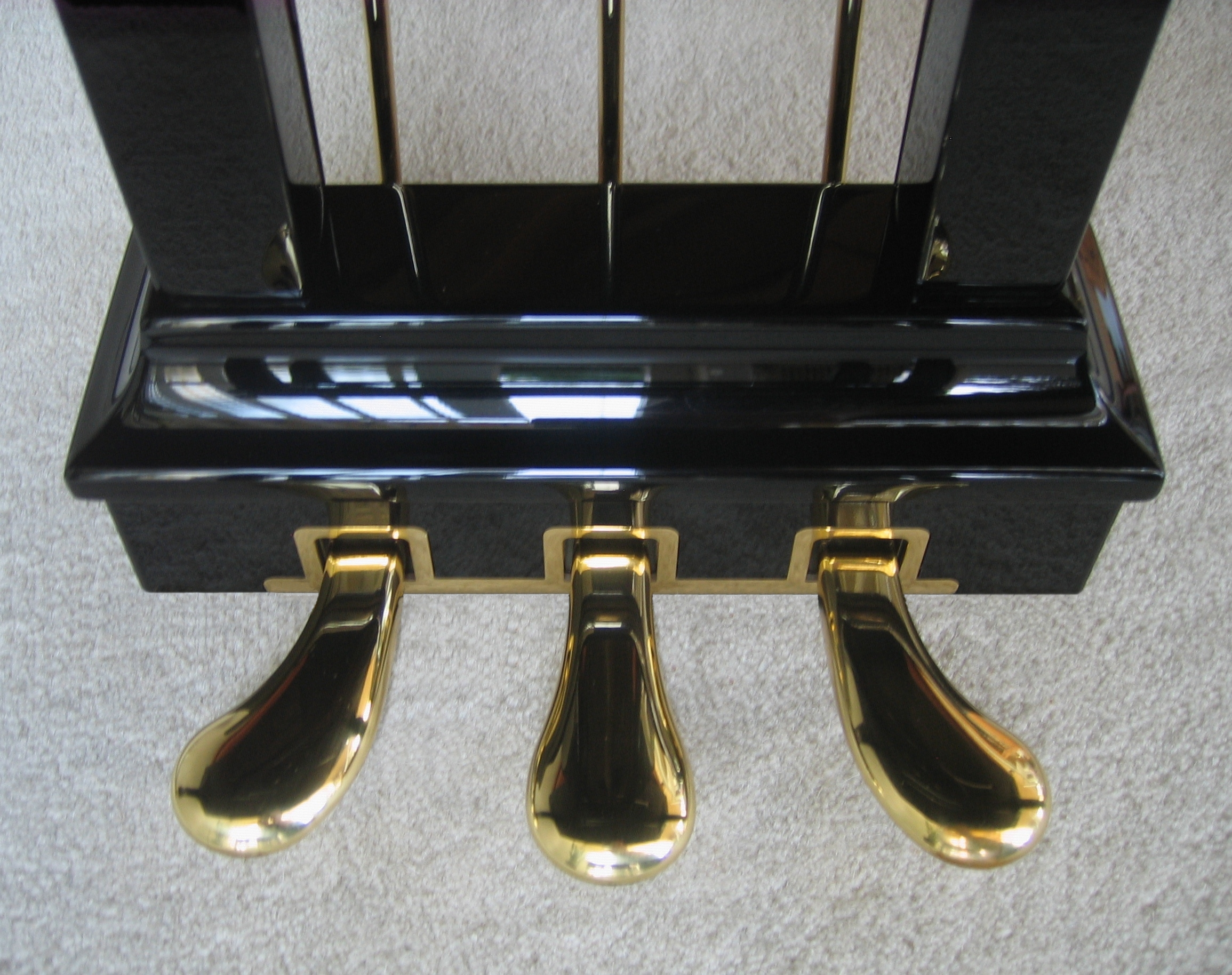
Los tres pedales de un piano de cola, de izquierda a derecha, son: el pedal unicordio o una corda; el pedal tonal o «de sostenuto» y el pedal de resonancia.

Un piano moderno tiene tres pedales. A principios del siglo XX, los pianos tenían tan solo el pedal de resonancia y el pedal una corda. Pero en épocas anteriores se experimentó mucho, con registros de laúd, fagot y otros efectos incluso más extravagantes, no siendo raro encontrar pianos antiguos con más de cuatro pedales. Beethoven poseyó un piano Érard con cuatro pedales, uno de ellos partido, lo que hacía un total de cinco.
En un piano de cola moderno los tres pedales se denominan respectivamente unicordio, tonal y de resonancia.
- El pedal unicordio o una corda se encuentra a la izquierda y desplaza los macillos hacia un lado, de modo que, según el ajuste que se le dé, los macillos golpean sobre dos de las tres cuerdas y en la zona del fieltro donde habitualmente no lo hacen.

- El pedal tonal central (también denominado «'pedal de sostenuto»', del italiano «sostenido» que también se encuentra en algunos modelos verticales de Yamaha) sirve para crear el efecto llamado nota pedal, que consiste en mantener durante un tiempo determinado la misma nota (dejándola vibrar sin apagarla, lo cual tiene el mismo efecto, si después de tocar una tecla, a esta se la mantiene apretada) o acorde; a diferencia del pedal de resonancia, la nota pedal no se ve alterada por las que se toquen después.

- El pedal de resonancia, al ser pisado, libera los apagadores de las cuerdas, lo que permite que la nota siga sonando aunque se haya dejado de pulsar la tecla, añadiendo además una gran cantidad de armónicos de otras cuerdas que vibran por simpatía, aumentando de este modo el volumen sonoro y, en su caso, mezclando notas, acordes y armonías diversas. Usado con destreza, también permite pequeños efectos sutiles de expresión, cantabilidad, fraseo o acentuación.

La disposición en un piano vertical es ligeramente diferente. El pedal de aproximación se encuentra a la izquierda, pero en este caso difiere del piano de cola. Al pulsarlo, el mecanismo acerca los macillos a las cuerdas, con lo que, a menor distancia para percutir, menor aceleración al pulsar la tecla, con lo que sencillamente se reduce el volumen sonoro. Al ser pisado el pedal sordina, situado en el centro, se interpone una tela entre los macillos y las cuerdas, lo que reduce enormemente el sonido y permite tocar el piano sin molestar a otras personas. Y, finalmente, el pedal derecho es el de resonancia, el único que es común a los dos tipos de piano. En los verticales, su funcionamiento es exactamente el mismo.

## Historia

### Antecesores

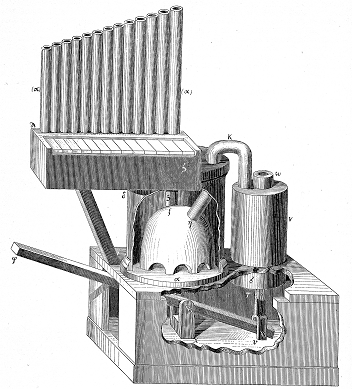
Hydraulis de Ctesibio, según la descripción de Herón de Alejandría.

El piano se basó en innovaciones tecnológicas anteriores en instrumentos de teclado. Los órganos de tubos se habían utilizado desde la antigüedad, y su desarrollo permitió a los constructores de instrumentos aprender a crear mecanismos de teclado para la producción de tonos. El instrumento de teclado más antiguo conocido fue el hydraulis de la antigua Grecia, un tipo de órgano de tubos inventado en el siglo III a. C. Durante la Edad Media, hubo varios intentos de crear instrumentos de cuerda con teclado y cuerdas percutidas.
El monocordio fue un antecesor del piano. Estaba construido con una única cuerda mucho más larga que las cuerdas que se empleaban en la cítara, que vibraba sobre una pequeña caja de resonancia de madera. Este instrumento fue utilizado por varios matemáticos a lo largo de la historia para realizar sus estudios, como el griego Pitágoras, que realizó sus estudios sobre las relaciones entre los intervalos musicales, y Euclides, que basó la geometría euclidiana en las divisiones de este instrumento.
Más tarde se inventó el salterio, un instrumento construido sobre los principios de la cítara pero con una forma trapezoidal en función de las distintas longitudes de sus cuerdas. La tabla trapezoidal del salterio, mucho más tarde, dio paso al diseño de los primeros clavecines. Se pretendía encontrar algún tipo de mecanismo que hiciera que las cuerdas no estuvieran en contacto con los dedos.
Se hicieron bastantes experimentos, y uno de ellos fue el clavicordio, un instrumento que vibraba mediante un pequeño clavo o una aguja metálica que era accionada a través de unas teclas que hacían mover la aguja o clavo para que vibrara la cuerda. Después de la creación del clavicordio nació el clave, diferenciado del clavicordio porque para hacer vibrar las cuerdas utilizaba un plectro o la punta de las plumas de las aves.
Los primeros instrumentos de cuerda percutida fueron los dulcémeles que procedían del santur, un instrumento musical tradicional persa. Durante la Edad Media, hubo varios intentos para crear instrumentos de teclado con cuerdas percutidas. El primero de ellos fue la zanfona, que tiene origen incierto. Del siglo XIV son las primeras referencias al escaque, instrumento poco conocido cuyo mecanismo (descrito en un manuscrito de Henri Arnault de Zwolle) podría anticipar el del piano. En el siglo XVII, los mecanismos de instrumentos de teclado como el clavicordio y el clavecín eran bien conocidos. En un clavicordio las cuerdas son golpeadas por las tangentes, mientras que en un clavecín son presionadas por plumas de ganso. Siglos de trabajo sobre el mecanismo del clave, en particular, han mostrado los medios más eficaces para construir la caja de resonancia, el puente y el teclado.

### Primeros pianos

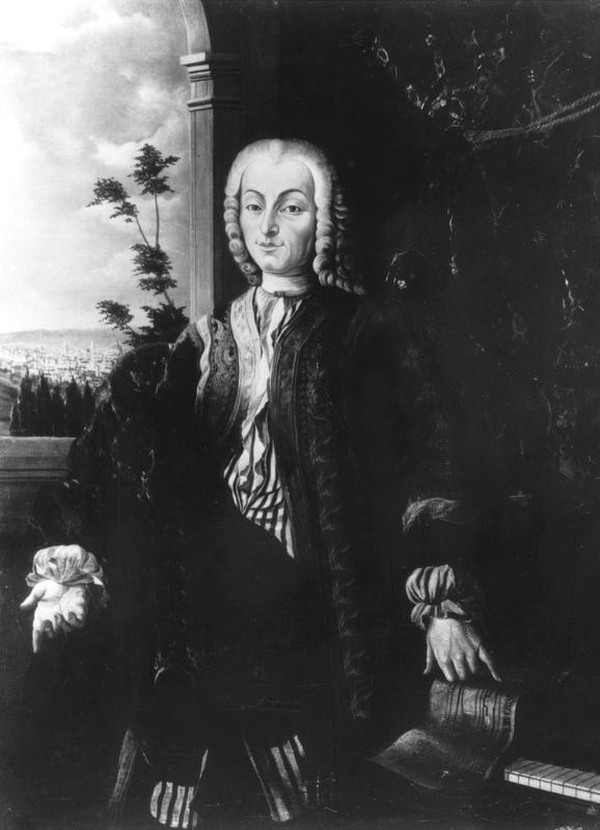
La invención del piano se acredita a Bartolomeo Cristofori.

La invención del piano moderno se atribuye a Bartolomeo Cristofori, de Padua, perteneciente por aquel entonces a la República de Venecia (Italia), que fue contratado por el príncipe Fernando II de Médici como conservador de instrumentos. Fue un experto fabricante de clavicémbalos y fue así como pudo familiarizarse con las técnicas de fabricación de instrumentos de cuerda con teclado. Se desconoce con precisión la fecha en la que del taller de Cristofori en Florencia salió el primer piano, pero en un inventario hecho por sus mecenas, la familia Médici, se indica la existencia de un piano en el año 1709.
Como instrumento de cuerda con teclado, el piano es similar al clavicordio, desde el punto de vista organológico, y al clavecín, en términos estético-musicales. Estos tres instrumentos se diferencian en sus mecanismos de producción del sonido. En un clavecín, las cuerdas son pulsadas por plectros. En un clavicordio, las cuerdas son percutidas por pequeñas púas de metal (tangentes) que continúan en contacto con la cuerda hasta que se deja de presionar la tecla. En un piano, las teclas son percutidas por macillos, que rebotan inmediatamente dejando a la cuerda vibrar libremente.
El gran éxito de Cristofori fue hallar la solución, sin ejemplos previos, al problema fundamental mecánico del diseño del piano: el macillo de madera cubierto de cuero debía golpear la cuerda, pero no permanecer en contacto con ella porque amortiguaba el sonido, como ocurría con las tangentes que se mantenían en contacto con las cuerdas del clavicordio. Por otra parte, el macillo debía volver a su posición de descanso sin rebotar violentamente y, a ser posible, debía permitir repetir una nota rápidamente. El mecanismo de percusión de Cristofori sirvió como modelo para los numerosos enfoques diferentes para las acciones de piano posteriores. Si bien los primeros instrumentos de Cristofori se hicieron con cuerdas delgadas y fueron mucho más silenciosos que el piano moderno, en comparación con el clavicordio (el único instrumento de teclado anterior capaz de controlar mínimamente los matices dinámicos a través del teclado) fueron considerablemente más fuertes y podían mantener mejor la potencia del sonido.
El piano no tenía un sonido estridente y metálico como el clavicordio o el clave, sino que era un sonido mucho más suave y sostenido. Además, los macillos estaban dotados de un sistema de escape mediante el cual era posible variar tanto el volumen como el timbre del sonido. Con él se incrementaba notablemente la capacidad expresiva musical del instrumento, ya que además de producir un determinado sonido siempre al mismo volumen como ocurría con los instrumentos antecesores, era posible producir sonidos con más o menos volumen que otros y producir una muy ligera variación tímbrica. Todo esto dependía de la forma de ejecutar el teclado del piano: con movimientos rápidos y bruscos de las teclas se producían sonidos de gran volumen y brillantes; y con movimientos lentos y apaciguados se generaban sonidos de menor volumen y con un timbre más dulce.
Cristofori lo llamó gravicembalo col piano e forte. Este nombre hacía referencia a la capacidad del instrumento de producir sonidos con diferentes intensidades, dependiendo de la presión ejercida sobre las teclas: si se apretaba fuerte, el sonido era de mayor intensidad y si se apretaba más suavemente, el sonido era de menor intensidad; de aquí viene el nombre que le puso primariamente, pianoforte (derivado del italiano: piano: suave y forte: fuerte). Cristofori construyó cerca de una veintena de pianos a lo largo de su vida, de los que solo se conservan tres, el más antiguo de los cuales se encuentra en el Museo Metropolitano de Arte de Nueva York y data de 1720.

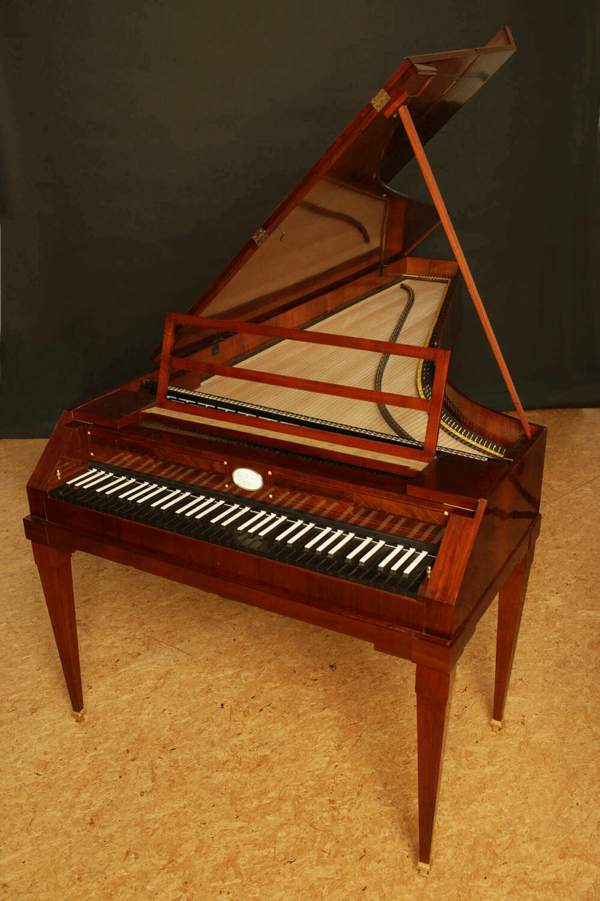
Réplica de un pianoforte elaborada por Paul McNulty siguiendo la construcción de uno similar fabricado en 1804 por el vienés Anton Walter.

El nuevo instrumento construido por Cristofori se mantuvo relativamente desconocido hasta que el escritor italiano Francesco Scipione escribió un entusiasta artículo en el Giornale de’ Letterati d’Italia sobre el piano en 1711, incluyendo un diagrama de su mecanismo. Este artículo fue distribuido ampliamente y la mayor parte de la siguiente generación de fabricantes de pianos inició su trabajo debido a su lectura. Uno de estos fabricantes fue Gottfried Silbermann, más conocido como fabricante de órganos, que tenía su taller en Freiberg (Sajonia, Alemania). Los pianos de Silbermann son prácticamente copias directas del piano inventado por Cristofori pero con una importante adición: Silbermann inventó el precursor del pedal de resonancia moderno, que elevaba todos los apagadores de las cuerdas a la vez.
Hacia 1726 Cristofori introdujo en sus pianos el sistema una corda que daba al intérprete la posibilidad, mediante un comando especial, de desplazar el mecanismo de tal modo que cada macillo golpeara sobre una cantidad de cuerdas menor de lo habitual para lograr un sonido muy suave. Este mecanismo se sigue manteniendo en los pianos modernos actuales y el una corda permite que el macillo del piano golpee sobre una única cuerda de cada grupo. Las primeras composiciones específicas para pianos aparecieron alrededor de 1732, entre las que destacan las 12 sonatas para piano de Lodovico Giustini tituladas Sonate da cimbalo di piano e forte detto volgarmente di martelletti.
Silbermann mostró a Johann Sebastian Bach uno de sus primeros instrumentos en la década de 1730, pero a Bach no le gustó ese instrumento, alegando que las octavas superiores eran demasiado suaves para permitir un completo registro dinámico, lo que le granjeó cierta hostilidad con Silbermann. Al parecer las críticas fueron atendidas y en 1747 Bach dio su aprobación al instrumento e incluso actuó como agente en la venta de pianos fabricados por Silbermann.
Desde el taller de Gottfried Silbermann se desarrollaron las famosas escuelas de fabricación de pianos: la «escuela inglesa» que surgió a partir de dos discípulos de Silbermann, llamados Johannes Zumpe y Americus Backers, que emigraron a Londres, donde desarrollaron un piano que poseía el mismo mecanismo que el de Cristofori aunque con notables modificaciones, que más tarde sería denominado «mecanismo inglés»; y la «escuela alemana», surgida a partir de otro discípulo de Silbermann llamado Johann Andreas Stein, que realizó otras modificaciones al mecanismo original de un diseñador llamado Schroter, denominado «mecanismo alemán o vienés».

### Evolución y desarrollo

#### SigloXVIII: primeros fabricantes de pianos

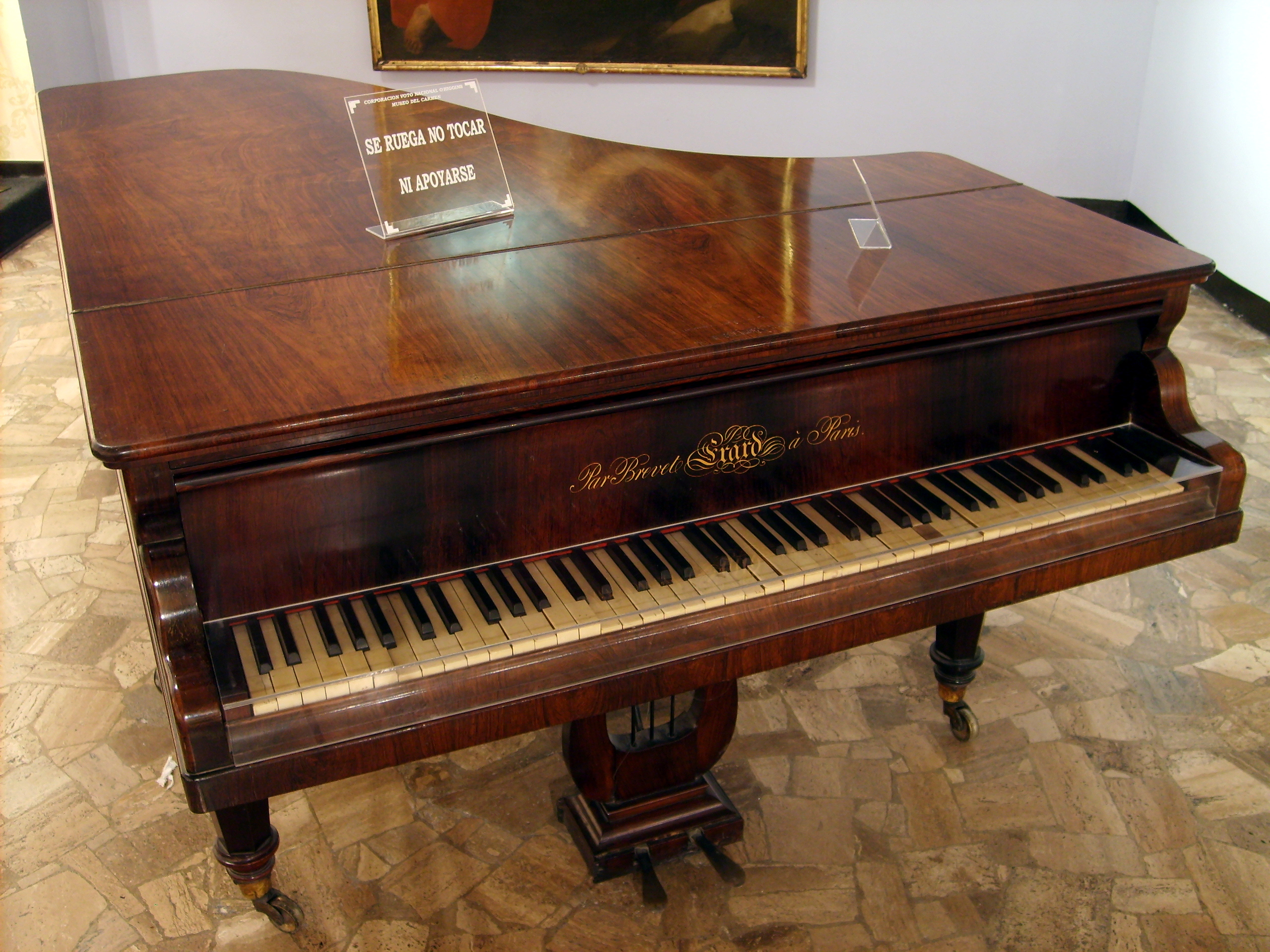
Un piano Érard, con caja de resonancia de palisandro, perteneciente a Andrés Bello. Museo del Carmen de Maipú, Chile.

Desde los primeros pianos del italiano Cristofori hasta los pianos actuales, se han producido muchas mejoras y avances, pero el concepto y la idea fundamental para su construcción continúan siendo los mismos. Se han optimizado los materiales para lograr una mejor calidad de sonido, se ha aumentado paulatinamente el número de notas para ampliar la capacidad musical del instrumento y se ha mejorado el diseño para lograr un mejor rendimiento. Sin embargo, el concepto fundamental de pianoforte como un instrumento capaz de lograr sonidos fuertes y suaves sigue siendo el mismo.
El apogeo de la fabricación de pianos tuvo lugar a finales del siglo XVIII en la escuela de Viena, que incluyó a fabricantes como el mencionado Johann Andreas Stein (que trabajó en Augsburgo, Alemania) y los vieneses Nannette Streicher (hija de Stein) y Anton Walter. Los pianos de estilo vienés fueron construidos con marcos de madera, dos cuerdas para cada nota y macillos cubiertos de cuero. Algunos de estos pianos de estilo vienés tenían un colorido opuesto al de los pianos modernos: las teclas naturales eran negras y las accidentales blancas. Wolfgang Amadeus Mozart compuso sus conciertos y sonatas para ellos e incluso se han fabricado réplicas para su uso en interpretaciones de música antigua. Los pianos de la época de Mozart tenían un tono más suave y claro que los pianos modernos o los pianos ingleses, con potencia mantenida. El término pianoforte se utiliza a menudo para distinguir los pianos del siglo XVIII de los pianos posteriores.
Entre los años 1760 a 1830 la fabricación de pianos tuvo una gran expansión y sufrió grandes modificaciones. Esta revolución fue una respuesta a la preferencia de los compositores y pianistas por tener un piano con un sonido más poderoso y sostenido, y fue posible gracias a los avances tecnológicos surgidos a partir de la Revolución industrial, que estaba comenzando. Algunos de estos avances fueron la alta calidad del acero de las cuerdas, llamado específicamente cuerda de piano, así como la precisión de la fundición para la producción de hierro fundido. Con el tiempo, la gama tonal del piano también fue en aumento y pasó de las cinco octavas de la época de Mozart a las siete octavas y un tercio o más de los pianos modernos.
En 1762 Henry Walsh realizó el primer concierto para piano en toda la historia en Dublín (Irlanda). El diseñador de pianos francés Sébastien Érard construyó en 1776 el piano rectangular, que era una variante especial del piano de cola. En 1773 se publicaron las sonatas para piano Opus 2 de Muzio Clementi, que pretendían utilizar al máximo los recursos del piano. En 1775 se construye en Filadelfia el primer piano en Estados Unidos y en 1795 se fabrica el primer piano vertical en Londres, diseñado por William Stodart. Pascal Taskin también fabricó algunos pianos entre los años 1786 y 1790.
Los primeros avances tecnológicos se produjeron en gran medida gracias a la empresa inglesa Broadwood, que ya tenía reputación por el tono esplendoroso y poderoso de sus clavecines. Broadwood construyó instrumentos que fueron progresivamente más grandes, más fuertes y más vigorosamente construidos. Enviaron dos pianos a Joseph Haydn y Ludwig van Beethoven y fue la primera empresa de fabricación de pianos con una gama de más de cinco octavas: cinco octavas y una quinta en el año 1790, seis octavas de 1810 (Beethoven utilizó las notas adicionadas en sus obras posteriores), y siete octavas de 1820. Los fabricantes vieneses también siguieron estas tendencias, sin embargo las dos escuelas de piano utilizaron diferentes acciones: el mecanismo de Broadwood era más robusto y el de los instrumentos de Viena era más sensible.

#### SigloXIX: el impulso de la Revolución industrial
En 1808 Sébastien Érard patentó un mecanismo de simple repetición e incorporó la grapa, una pieza que permitía a las cuerdas permanecer en su lugar exacto después de ser golpeadas por los macillos. Dos años más tarde, en 1810, diseñó el mecanismo de pedales del piano moderno. En la década de 1820 la fábrica de pianos de Érard en París pasó a ser el centro de la innovación en lo referente al mecanismo del piano. En 1822 introdujo su mecanismo de doble repetición, que permitía una gran velocidad de repetición al pulsar las teclas del piano, incluso si la tecla aún no había alcanzado su máxima posición vertical, y facilitaba una rápida ejecución. Cuando esta invención se hizo pública, en su forma revisada por Henri Herz, el mecanismo de doble repetición se convirtió paulatinamente en un elemento estándar en el mecanismo de los pianos de cola y forma parte de todos los pianos de cola modernos.
Una de las principales innovaciones técnicas que ayudaron a crear el sonido del piano moderno es la utilización del hierro fundido. También el llamado «marco», el hierro fundido que se asienta sobre la caja de resonancia, que sirve como principal baluarte contra la fuerza ejercida por la tensión de las cuerdas. El aumento de la integridad estructural del hierro fundido permitió el uso de cuerdas más gruesas, más tensas y más numerosas, en lugar de las cuerdas de latón que se empleaban hasta entonces, que eran más blandas y no soportaban tensiones tan altas. Posteriormente se usaron cuerdas de acero, más fuertes que las de hierro y que permitían una tensión aún mayor. En un piano de cola moderno el total de la tensión de las cuerdas puede aproximarse a las 20 toneladas-fuerza. La pieza simple de hierro fundido fue patentada en 1825 en Boston por Alpheus Babcock, combinando el enganche del marco (creado en 1821 y reclamado por Broadwood en nombre de Samuel Hervé) y la barra de resistencia (creada por Thom y Allen en 1820, pero también reclamada por Broadwood y Érard). Más tarde, Babcock para Chickering & Mackays, empresa que patentó el primer marco de hierro de los pianos de cola en 1843. Los fabricantes europeos de pianos prefirieron los marcos de hierro fundido hasta principios del siglo XX, fecha en que el sistema estadounidense fue adoptado completamente.

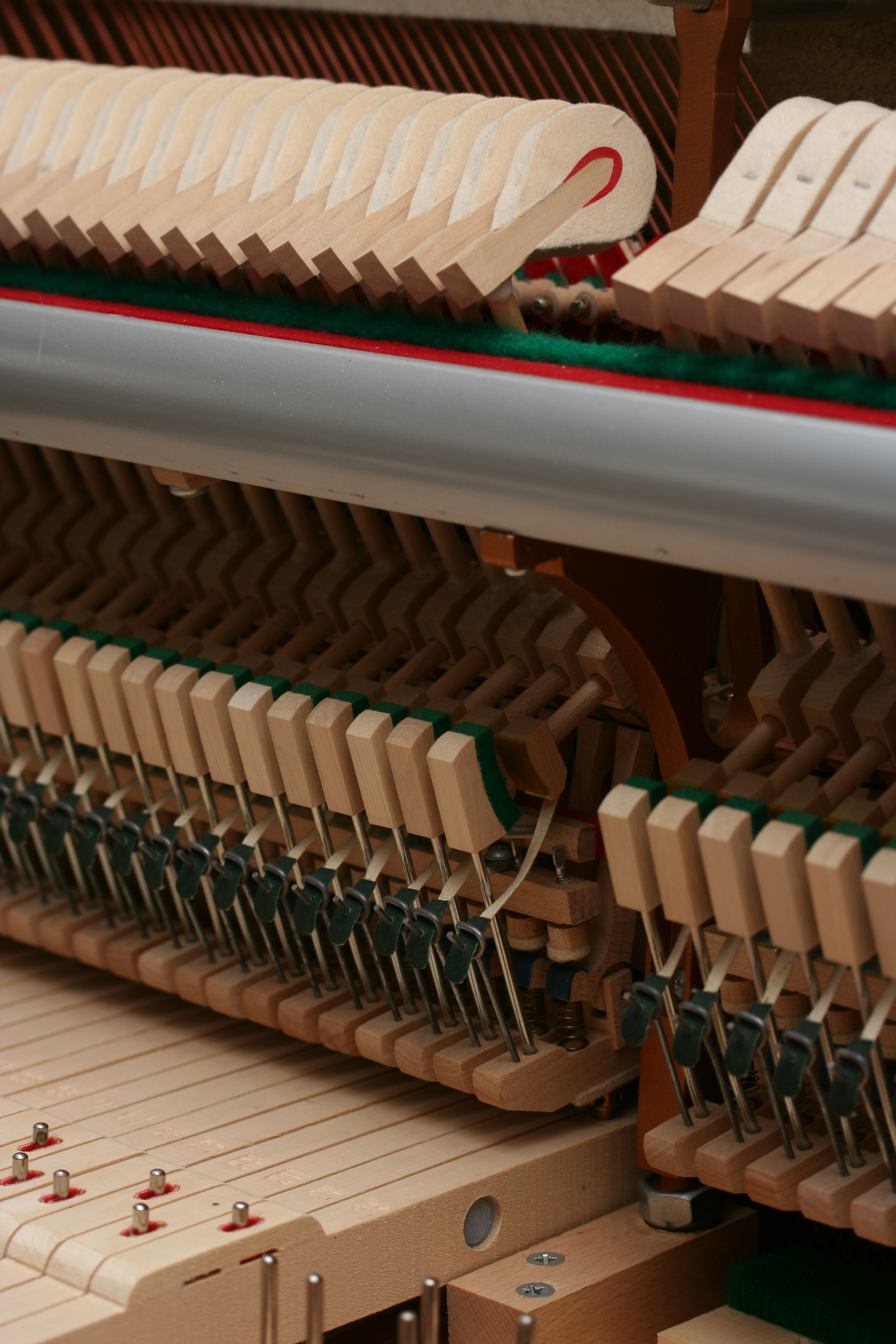
Macillos

Se incluyeron otras innovaciones en el mecanismo del piano, como el uso de fieltro en los macillos en lugar de recubrirlos con cuero. Los macillos de fieltro fueron empleados por primera vez por Jean-Henri Pape en 1826. Al ser un material más consistente, permitía mayores registros dinámicos como el peso del macillo y el aumento de la tensión de las cuerdas. Otras importantes innovaciones técnicas de esta época fueron los cambios en la forma de fabricación de las cuerdas, como el uso de un «coro» de tres cuerdas en lugar de dos para todas las cuerdas, excepto para las de las notas inferiores, y el uso de diferentes métodos de tensado. Con el método de tensado over string, también llamado cross-stringing, las cuerdas se colocan en manera superpuesta inclinada verticalmente, con puentes de dos alturas en la caja de resonancia en lugar de solo uno. Esto permite cuerdas mayores, pero no necesariamente más largas, para encajar dentro del piano. El tensado over string fue inventado por Jean-Henri Pape durante la década de 1820 y patentado para su uso en los pianos de cola en Estados Unidos por Henry Steinway Jr. en 1859.
A lo largo del siglo XIX se fundaron numerosas compañías de fabricación de pianos. En 1828 Ignaz Bösendorfer fundó la suya en Austria y el 1853 supuso un hito en lo que se refiere a creación de fábricas de pianos, ya que el alemán Heinrich Engelhard Steinweg emigró a Estados Unidos y fundó en Nueva York la fábrica Steinway & Sons; Julius Blüthner fundó su compañía en Leipzig y Carl Bechstein hizo lo propio en Berlín. En 1859 August Förster fabrica su primer piano en Löbau.
En 1844 Boisselot & Fils patentó el pedal tonal o sostenuto (pedal central en la mayoría de los pianos de cola) que permite el control selectivo de amortiguadores, sin la necesidad de mantener pulsadas las teclas, produciendo el efecto llamado nota pedal, que consiste en mantener durante un tiempo la misma nota o acorde sin que sea alterada por las que se toquen después.
En 1863 Steinway & Sons diseñó y fabricó el piano vertical moderno con cuerdas cruzadas y una única tabla armónica y en 1874 Julius Blüthner patentó el sistema aliquot, que incorporaba a cada grupo de tres cuerdas una cuarta adicional más elevada para incrementar la resonancia de las mismas y que no era percutida por el macillo, sino que vibraba en simpatía. En 1880 Steinway & Sons abrió una sucursal en Hamburgo, lo que incrementó la competencia en el mercado europeo con Bechstein y Blüthner.
A partir de ese año ya se pudo hablar de piano moderno, tal como se lo conoce hoy en día, aunque se han realizado modificaciones posteriores al diseño del piano pero sin demasiada trascendencia.

## Tipos de pianos

### Piano de cola

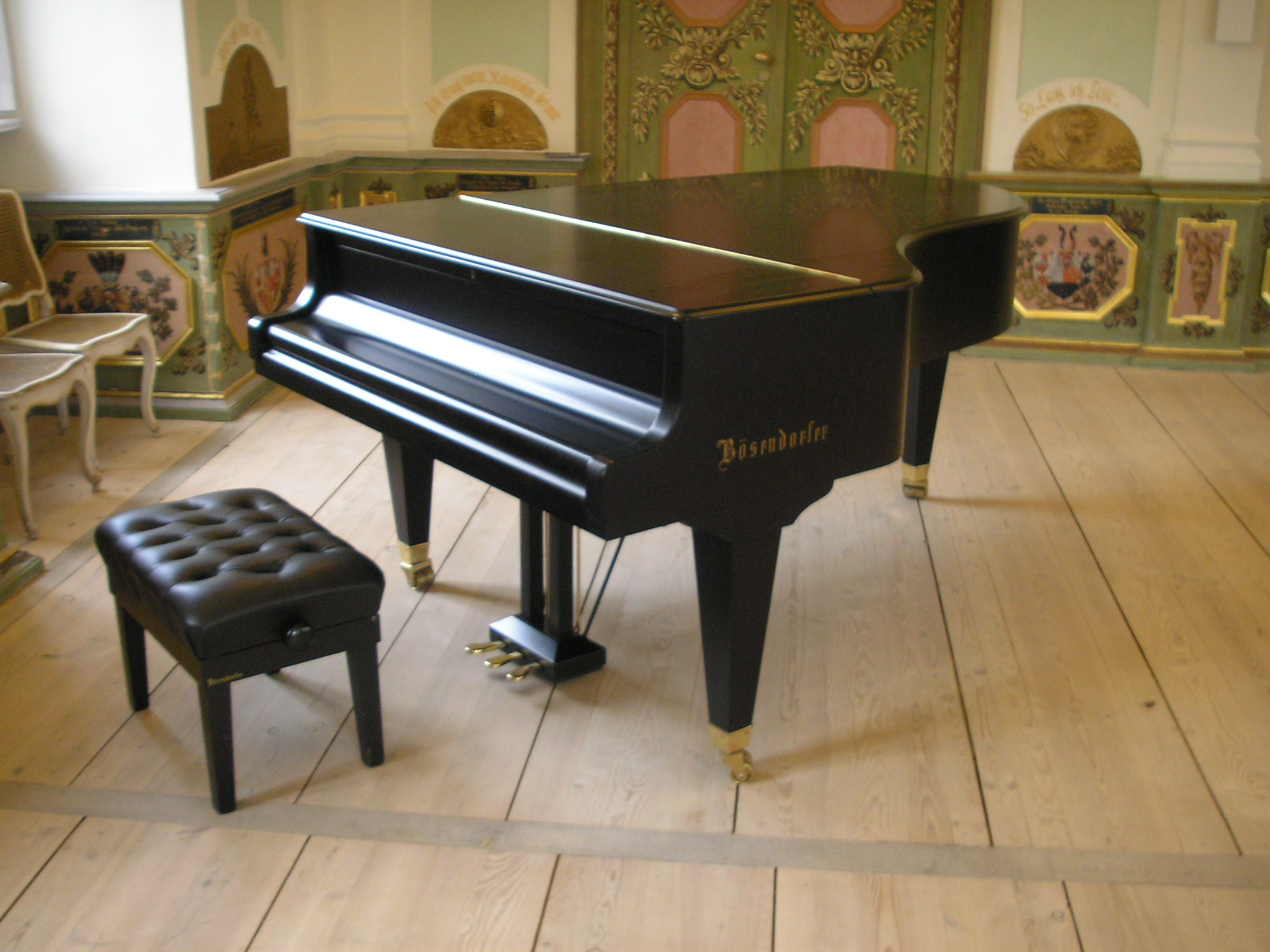
Un piano de cola de la casa Bösendorfer.

Un piano de cola, a veces llamado piano horizontal, es un tipo de piano en el que las cuerdas y la caja de resonancia se encuentran en posición horizontal. Los pianos de cola tienen una tapa superior que se puede abrir, de manera que los sonidos producidos por las cuerdas salen al exterior sin barreras de ningún tipo.
Su tamaño puede variar dependiendo del fabricante y tipo de piano de cola fabricado, pero suelen oscilar entre los siguientes valores:
- piano de cola mignon: hasta 130 cm de longitud.
- piano de un cuarto de cola: de 131 hasta 189 cm de longitud.
- piano de media cola: de 190 hasta 225 cm de longitud.
- piano de tres cuartos de cola: de 226 hasta 255 cm de longitud.
- piano de gran cola: superiores a 256 cm de longitud.

Todas las fábricas de pianos producen pianos excepcionales artcase. Algunos solo poseen decoraciones o modificaciones estéticas, como pies trabajados, marquetería, pintura o revestimiento. Otras son modificaciones radicales, como el Pegasus de Schimmel o M. Liminal diseñado por NYT Line y fabricado por Fazioli.

### Piano vertical o piano de pared

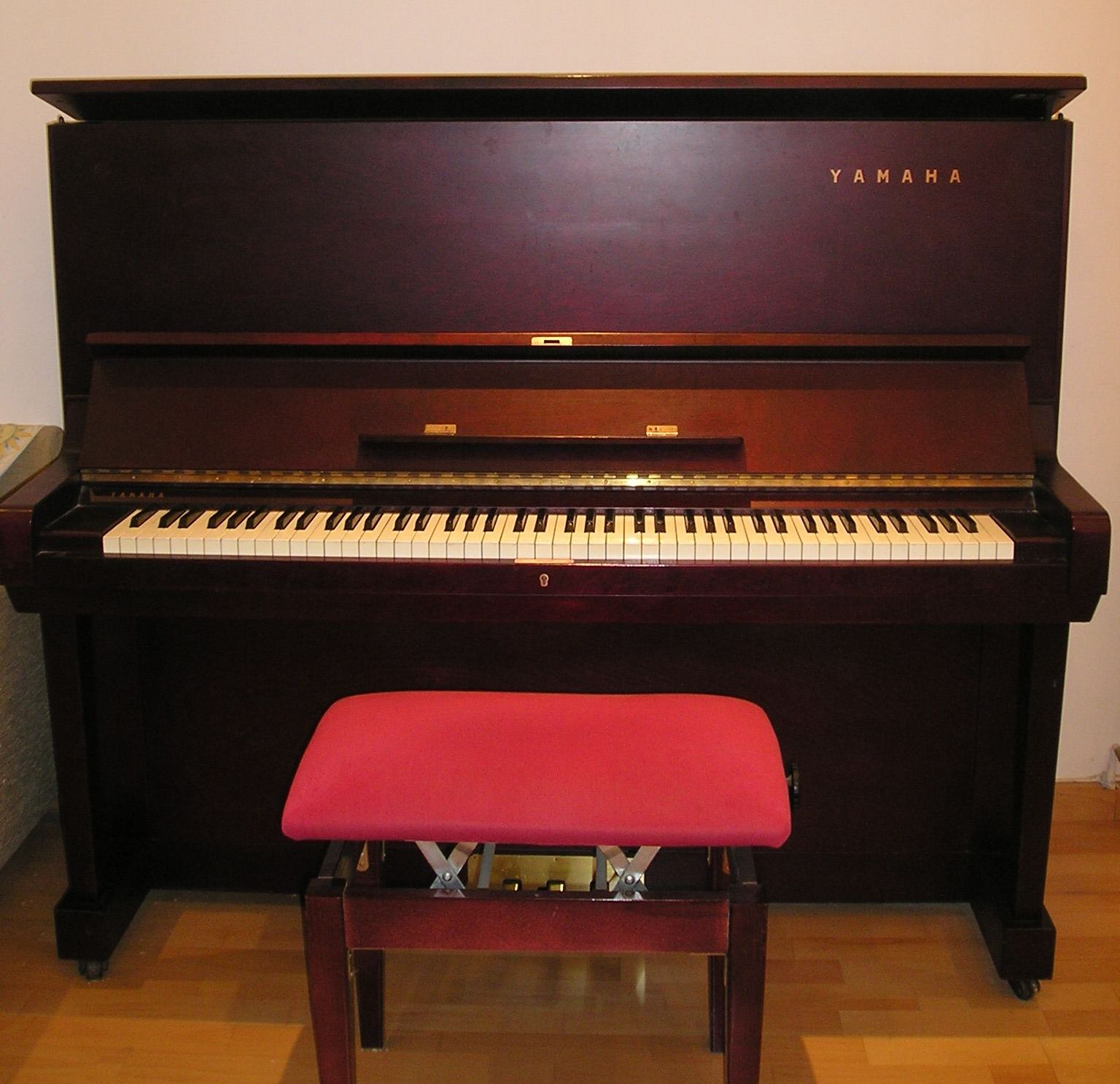
Piano vertical o de pared.

En 1795 se desarrolló en Londres el primer piano vertical. Su diseñador fue William Stodart. El piano vertical se caracteriza por tener las cuerdas, los macillos y la caja de resonancia en posición vertical, perpendicular al suelo.
De modo general, se pueden dividir entre cuatro tipos distintos dependiendo de su tamaño:
- Piano vertical espineta: el más pequeño en su categoría con un sonido característico, piano de máquina indirecta (quiere decir que el mecanismo se encuentra por debajo del teclado). Su altura es menor de 98 cm.
- Piano vertical consola: son pianos de máquina directa, es decir, el mecanismo está al mismo nivel del teclado. De 98 a 109 cm de altura.
- Piano vertical de estudio: son pianos de máquina directa, con el mecanismo un poco más elevado que el nivel del teclado. Esta característica proporciona al intérprete una mayor seguridad. De 110 a 139 cm de altura.
- Piano vertical antiguo: son pianos con una gran capacidad acústica, de máquina directa aún más elevada que la del piano de estudio. Su altura es muy variable dependiendo del fabricante pero suele medir más de 140 cm.[12]

### Piano electrónico
El piano electrónico es una invención del siglo XX. Tiene la misma apariencia del piano, pero la diferencia es que el sonido proviene de medios de síntesis electrónica. Además puede reproducir el sonido de diferentes instrumentos y muchas veces incorpora canciones y ritmos predeterminados.
Los ritmos que vienen incorporados sirven para tocar los acordes con una sola tecla en diferentes estilos. Algunos tienen todo un sistema educativo, como el Yamaha Education System, el sistema de aprendizaje de Casio o el DoReMi de Roland. Con estos sistemas educativos se pueden aprender canciones, porque el sistema indica la tecla a presionar. Se pueden practicar fragmentos de canción, inclusive. Algunos modelos incorporan un metrónomo para poder sincronizar exactamente con la velocidad de la melodía.
El intérprete puede guardar canciones tocadas por él mismo, para volver a escucharlas después. También puede grabar la melodía para cada mano independientemente. Hay variedades que son sensibles al tacto, es decir, detectan la fuerza con que son presionadas las teclas, como en un piano real y actúan en consecuencia, reproduciendo el sonido con mayor o menor fuerza, según el caso.
Existen teclados electrónicos que cuentan con una pantalla LCD en la que se puede apreciar el pentagrama, la nota presionada (en un teclado dibujado) y las canciones. Tienen accesorios opcionales como el pedal y el cable para conectarse con un ordenador y se pueden transferir canciones a través del mismo. También se pueden enviar canciones desde el teclado hacia el computador por medio de un software de autoría de MIDI (MIDI authoring). Otros accesorios son el atril para colocarla y la base para las partituras.
La calidad de su sonido no es la misma que la de un piano normal y la fuerza con que se tocan las teclas también es diferente, aunque su precio es mucho menor.

### Otros tipos

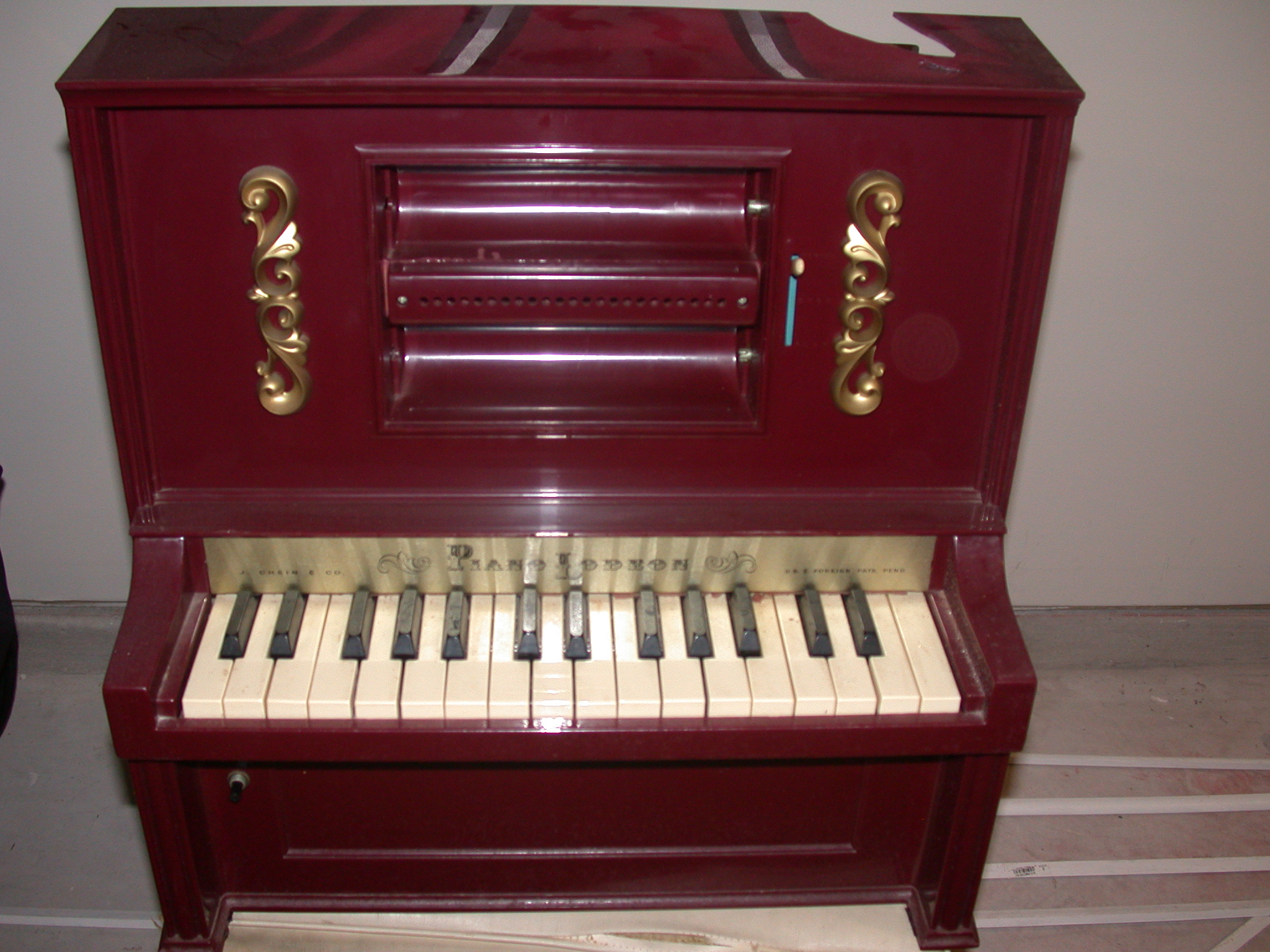
Un piano vertical de juguete. Este tipo de piano fue un invento de Albert Schoenhut.

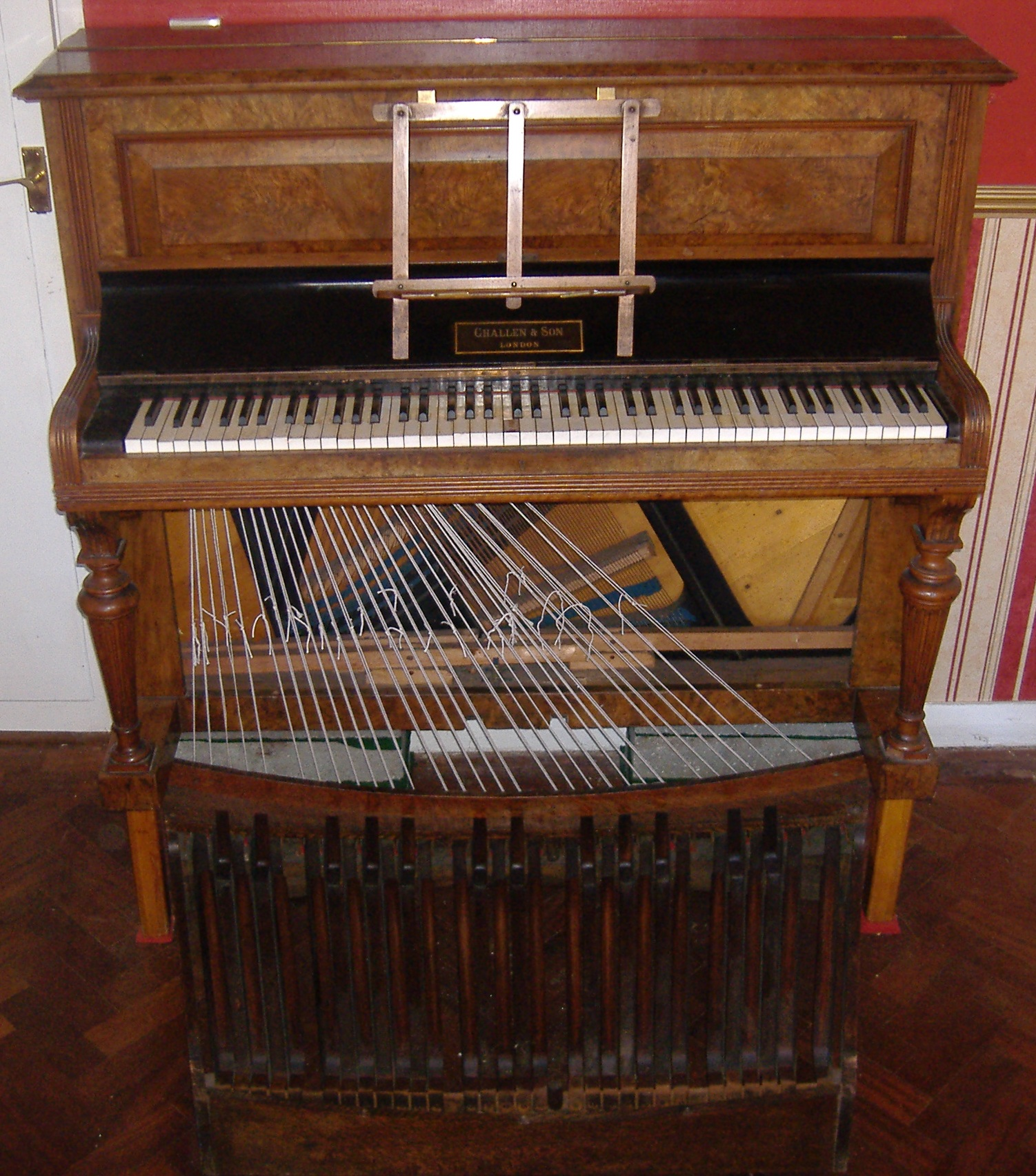
Un piano con pedales vertical.

El piano de juguete fue inventado por Albert Schoenhut en 1872 y comenzó a ser fabricado a finales del siglo XIX. Es utilizado en ciertas obras de la música contemporánea, como por ejemplo en las interpretaciones de las obras de John Cage por Margaret Leng Tan, así como por ciertos artistas populares tales como Pascal Comelade y Pascal Ayerbe.
En 1863 Henri Fourneaux inventó la pianola, que es un piano que reproduce de forma automática, usando dispositivos neumáticos, las notas escritas en un rollo perforado sin necesidad de un pianista. Un equivalente moderno a la pianola es el sistema Yamaha Disklavier que usa solenoides y archivos MIDI en lugar de los dispositivos neumáticos y los rollos perforados. El piano silencioso, que permite que un piano normal sea usado como un instrumento digital, es un invento reciente pero se ha hecho muy popular.
Irving Berlin utilizó para componer con más facilidad un instrumento llamado piano transpositor, creado en 1801 por Edward Ryley. Este instrumento podía cambiar de tonalidad al accionar una palanca situada debajo del teclado. Uno de los pianos utilizados por Berlin se encuentra en el Instituto Smithsoniano. En la mayor parte de su carrera, Berlin solo supo utilizar las teclas negras del piano pero con este piano modificado no tuvo limitaciones con la tecla de fa♯.
El piano preparado es un invento relativamente reciente, que es usado en la música contemporánea. Este instrumento es un piano de cola normal al que se le han colocado objetos en su interior para alterar su sonido o que ha recibido algún tipo de cambio en su mecanismo. Las partituras de las obras para pianos preparados a menudo instruyen al pianista sobre cómo insertar pequeñas piezas de caucho o metal, como tornillos o arandelas, en medio de las cuerdas. Estos elementos añadidos reducen el sonido de las cuerdas o crean sonidos poco corrientes debido a la alteración de la vibración de las mismas.
El piano jirafa o piramidal es un piano de cola, creado en 1735, con la caja de resonancia en posición vertical hacia arriba, perpendicular al teclado. Su nombre le viene de la similitud que guarda su decoración, compuesta por una voluta formada por la intersección del lado curvo con el lado recto, con una jirafa. El objetivo de colocar la caja en forma vertical era reducir el volumen del mueble del instrumento pero tenían el inconveniente de ser demasiado altos. Este problema se solucionó bajando la caja hasta el suelo y cruzando las cuerdas para que ocuparan menos espacio.
El piano rectangular es un tipo de piano que tiene las cuerdas horizontales dispuestas en diagonal a través de la caja de resonancia rectangular por encima de los martillos y con el teclado fijado en el lado largo. El piano con pedales es un tipo de piano que incluye un pedalier, habilitando el registro grave para ser interpretado con los pies al igual que un órgano común.

## Materiales de construcción
Un piano moderno está construido con diferentes clases de madera. Para el armazón sobre el que se asientan las cuerdas se usa madera de roble, abeto, haya o nogal. Para el mecanismo de percusión, la madera utilizada suele ser de peral, carpino o arce. El teclado se fabrica con madera de tilo y para el chapado exterior del instrumento se emplean maderas exóticas.
El marco que constituye el esqueleto del piano se fabrica con acero fundido de una sola pieza y los bordes con hierro forjado o acero. Las cuerdas están construidas con alambre de acero entorchado o envuelto en un alambre de cobre enroscado para los bordones. Además se emplea ébano para recubrir las teclas negras y marfil para las blancas y piel de búfalo y paño para el mecanismo. Los macillos están fabricados con fieltro.

## Afinación del piano

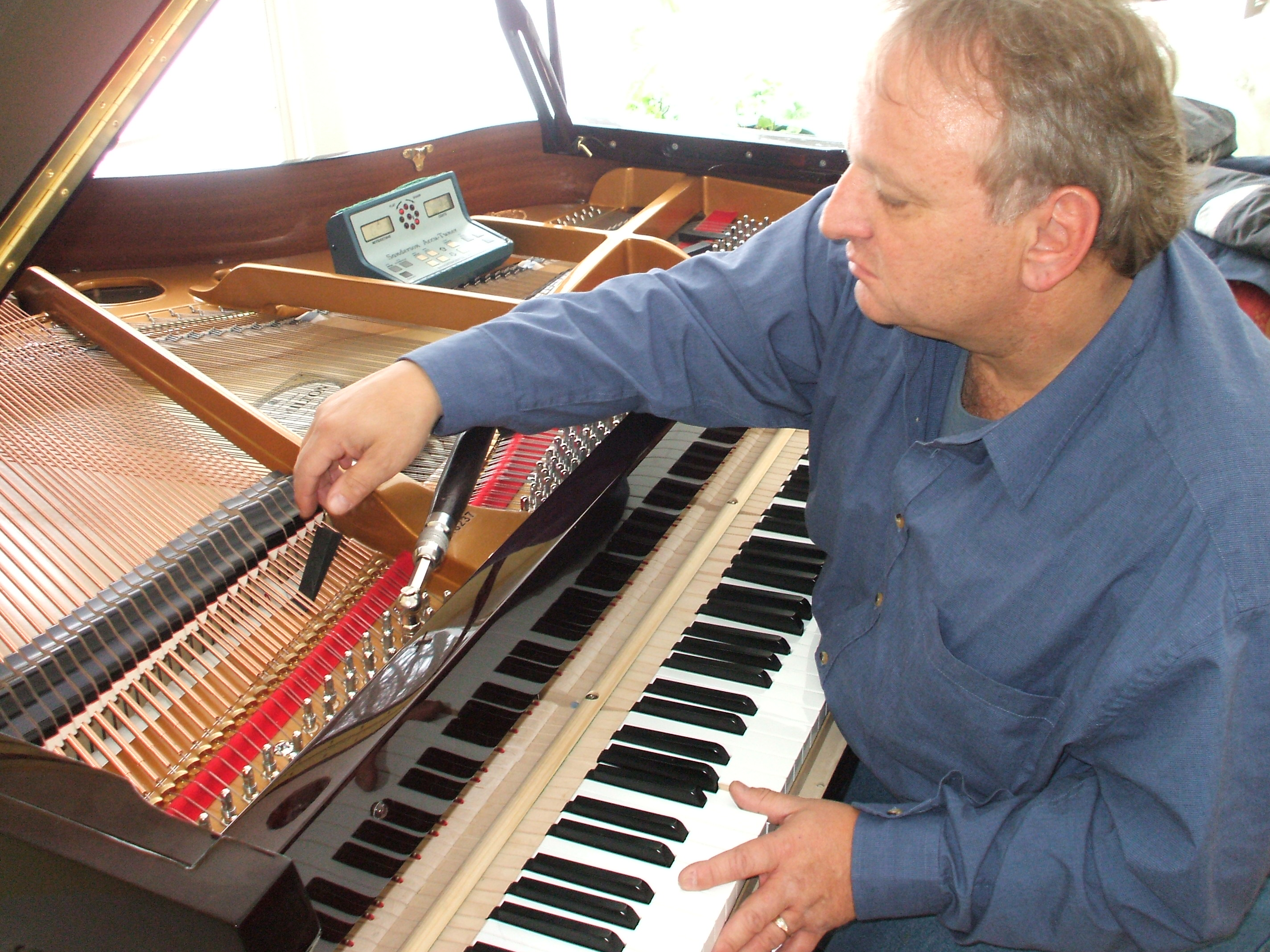
Afinador de pianos.

La afinación del piano consiste en realizar la modificación de la tensión de las cuerdas de manera tal que éstas vibren en las frecuencias adecuadas. Así se logra que la música resultante sea agradable al oído según los cánones de la música occidental. Esta tarea es realizada por personas especializadas llamadas «técnicos afinadores de pianos».
El proceso de afinación consiste en que el afinador, valiéndose de un diapasón, afine las tres cuerdas que corresponden al la4 a una frecuencia de 440 Hz (La 440).
Una vez que tiene esta primera tecla afinada, se basa en la serie armónica (reformada) para afinar el resto.
Se suele realizar al menos una vez al año.

### El batimiento
Desde la época de Pitágoras hasta el siglo XVII, los músicos afinaban sus instrumentos ayudándose con la serie armónica. Esto hacía que solo se pudiera tocar en la tonalidad básica que se había utilizado para afinar el instrumento (probablemente no había una tonalidad fija, ya que no se utilizaban diapasones para unificar la afinación).
En el siglo XVIII los fabricantes de clavecines aplicaron una manera de afinar los teclados similar a la desarrollada por Bartolomé Ramos de Pareja para afinar instrumentos con trastes, que permitía tocar obras modulando a cualquier tonalidad sin tener que reajustar la afinación. La llamaron «buen temperamento». Aprovechando esta nueva característica, Bach compuso una obra que mostraba un preludio y fuga por cada una de las 24 tonalidades posibles llamada El clave bien temperado.
Desde principios del siglo XX los pianos, como todos los instrumentos de afinación variable, se afinan con el temperamento igual. El afinador sabe cuánta «desafinación» (cuánto batimiento o golpeteo rítmico generado por la falta de unísono) tiene que agregarle a cada tono para que el piano quede afinado con temperamento igual.

## Cuidados
El cuidado del piano suele llevarse a cabo una vez a la semana. El piano se debe limpiar con un plumero. Algunas partes requieren cuidados especiales. Se debe utilizar un trapo de microfibra para madera. La parte metálica de latón y los pedales se deben cuidar con pulimento de metal, los pedales y el teclado con limpiacristales.

## El piano en la música

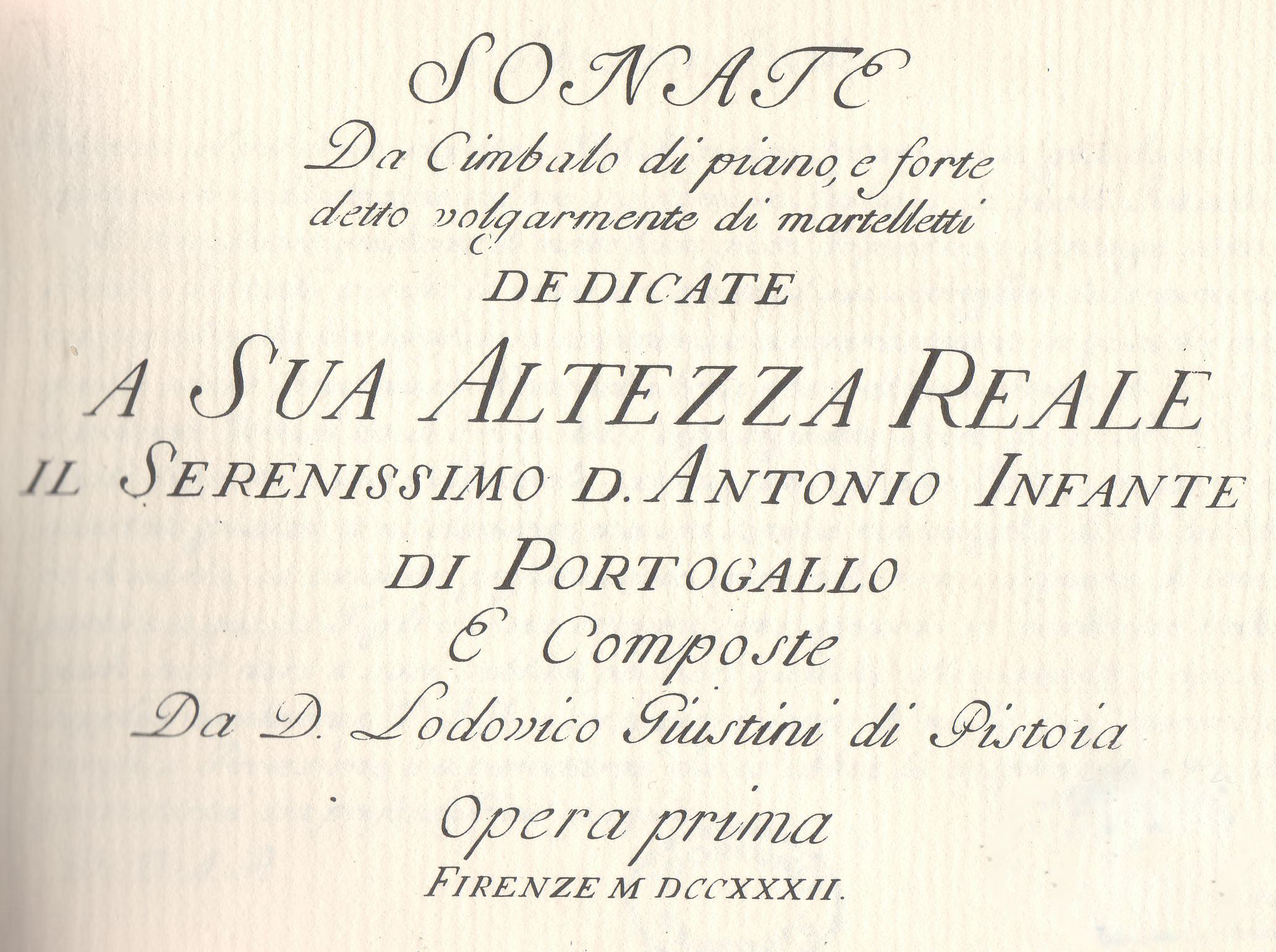
Las 12 Sonate da cimbalo di piano e forte detto volgarmente di martelletti compuestas por Lodovico Giustini en 1732 fueron las primeras obras específicas para piano.

### El piano en la música clásica
Muchas obras, célebres en su versión para orquesta, han sido escritas inicialmente para el piano. Algunos ejemplos son las Danzas húngaras de Johannes Brahms, Cuadros de una exposición de Modest Músorgski, Gimnopedias de Erik Satie o Canción de primavera de Felix Mendelssohn-Bartholdy.
A la inversa, muchas obras del repertorio clásico han sido transcritas para el piano, como, por ejemplo, las transcripciones que realizó Franz Liszt de las sinfonías de Ludwig van Beethoven o las fantasías sobre temas de óperas. El piano es muy utilizado en música de acompañamiento de la voz en coros, lieder y melodías. También es utilizado en música de cámara, a dúo con otro instrumento, que suele ser el violín o la flauta, en tríos, cuartetos o quintetos con piano.
El piano es el instrumento pedagógico por excelencia porque es un instrumento polifónico, polirrítmico y de simple utilización, relativamente barato y bastante sonoro. Por ello es utilizado en la mayoría de las clases de solfeo de las escuelas de música y los conservatorios como el instrumento principal del pedagogo.

#### Formas musicales en la música clásica
Las formas musicales para el piano han variado en cada época. En el período barroco, cuyo repertorio inicialmente estaba previsto para clavecín u otros instrumentos en teclado, principalmente se compusieron obras con formas nacidas de bailes y formas contrapuntísticas como la partita, la suite, la fuga, la tocata, el pasacalle, la sonata, la gavota o las variaciones. En la época clásica, las formas predominantes fueron la sonata, la fantasía, la bagatela y otras formas aristocráticas.
En la música romántica, además de la sonata, aparecen formas más libres y de orígenes diversos como el nocturno, el impromptu, el scherzo, la balada, la fantasía, la mazurca, el vals, la rapsodia o el preludio. Esta época verá también el nacimiento del concierto para piano en su forma moderna, generalmente una pieza que necesita un dominio completo del instrumento.

#### Compositores destacados de música clásica

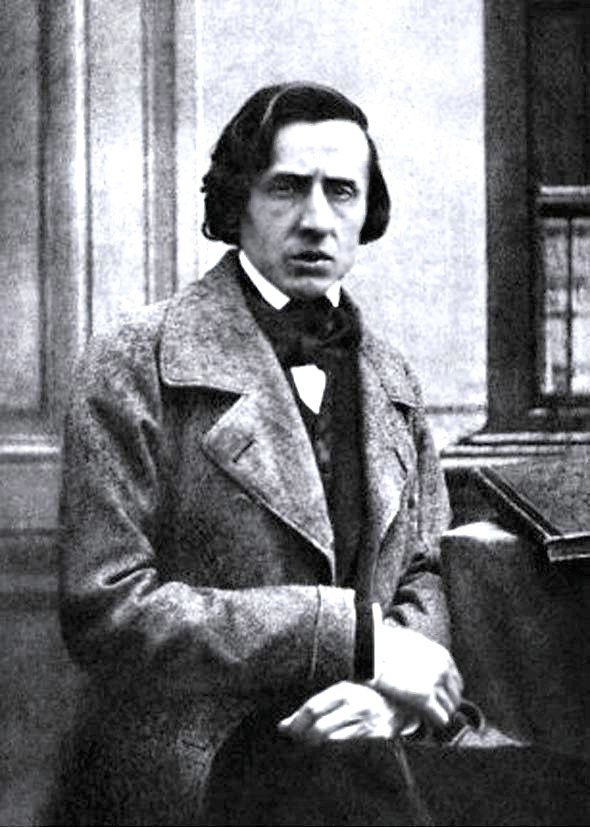
Frédéric Chopin fue un destacado pianista y compositor romántico de obras para piano.

Las primeras composiciones específicas para piano aparecieron en torno al 1732, entre las que destacan las 12 sonatas para piano de Lodovico Giustini tituladas Sonate da cimbalo di piano e forte detto volgarmente di martelletti.
En el período barroco hubo muchos compositores destacados que compusieron obras y conciertos para instrumentos de teclado, por ello no se les puede considerar compositores para piano pero muchas de sus obras han sido interpretadas posteriormente con dicho instrumento. Entre ellos destacan los alemanes Johann Sebastian Bach, Georg Friedrich Händel, los franceses Jean-Philippe Rameau y François Couperin, los italianos Domenico Scarlatti y Tomaso Albinoni y el español padre Antonio Soler.
En el clasicismo destacan las obras para piano de compositores como Wolfgang Amadeus Mozart, Joseph Haydn, Ludwig van Beethoven, Muzio Clementi y otros menos conocidos como Friedrich Kuhlau, Jan Ladislav Dussek y Anton Diabelli. En dicho período también existieron otros compositores que crearon gran cantidad de sonatinas, rondós y variaciones, en ocasiones con fines didácticos.
El piano fue un instrumento representativo del romanticismo musical, no solo en el ámbito musical sino también en el técnico ya que debido a los avances logrados gracias a la Revolución industrial su mecanismo fue mejorado sustancialmente. De la misma forma que el capitalismo influyó en el modo de organización jerárquico de las cadenas de producción, el piano se utilizó como herramienta para conseguir la expresión musical y como ayuda a la composición. En este período hubo importantes compositores como Félix Mendelssohn-Bartholdy, Frédéric Chopin, Franz Liszt, Robert Schumann, Franz Schubert, Johannes Brahms, Edvard Grieg e Isaac Albéniz que realizaron obras para piano. Del romanticismo tardío destacan compositores como Aleksandr Skriabin, Sergéi Rajmáninov y Gabriel Fauré.
Son pocos los compositores para piano que puedan ser considerados impresionistas. Destaca principalmente Claude Debussy que compuso una amplia variedad de obras para piano y para orquesta y grupos de cámara, además de 24 preludios, varias suites, estudios y otras obras. La sinfonía o la sonata para piano fueron composiciones muy usadas por los compositores románticos y posrománticos, pero Debussy nunca compuso ninguna obra de este tipo. Otro compositor francés que realizó obras de este estilo fue Maurice Ravel, aunque es considerado un compositor neoclásico más que impresionista. Compuso un elevado número de obras para piano que orquestó en su mayoría y también transcribió para piano obras propias ideadas para orquesta.
En la música contemporánea compositores como Béla Bartók, Ígor Stravinski, Serguéi Prokófiev, Aaron Copland, Dmitri Shostakóvich, Arnold Schönberg y Dmitri Kabalevski, entre otros, compusieron una amplia literatura pianística.

## Pianistas destacados

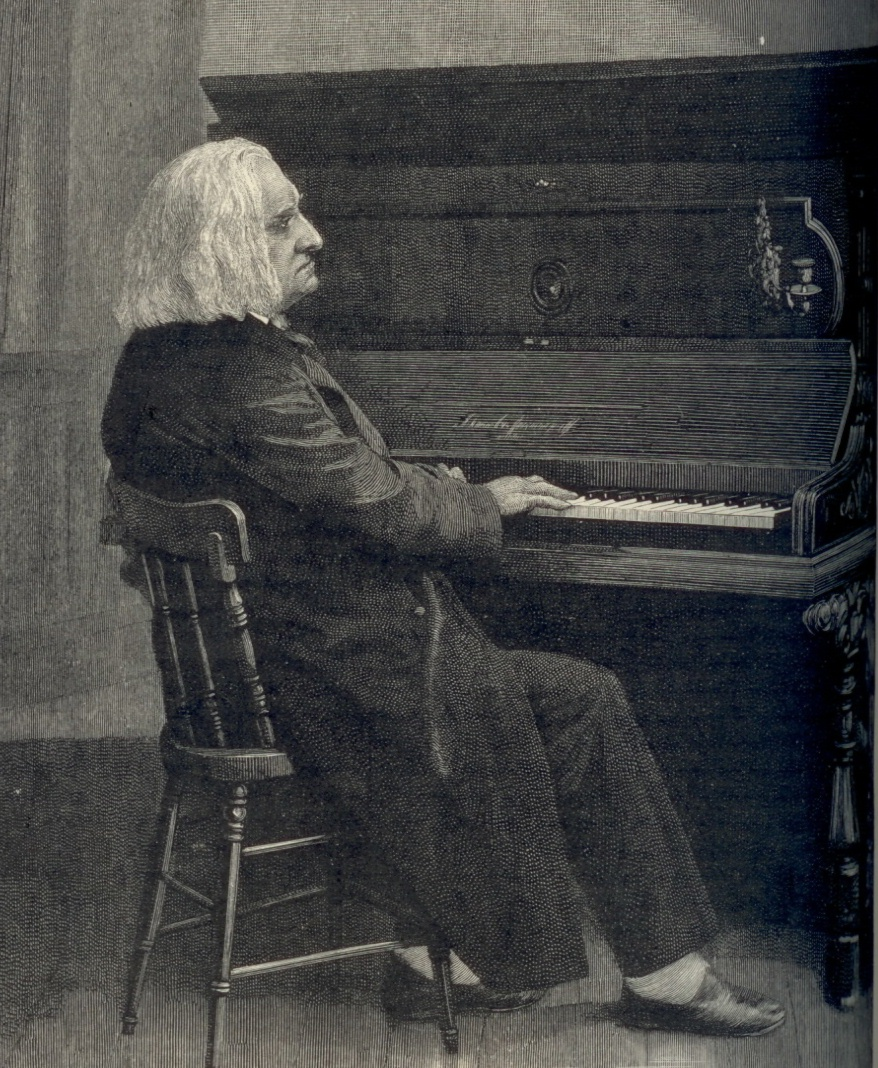
Franz Liszt al piano en 1886.

Un pianista profesional puede actuar en solitario, tocar con una orquesta u otra agrupación musical o tocar en compañía de cantantes u otros instrumentos. En la música occidental existen muchos estilos de música donde se toca el piano. Consecuentemente, los pianistas tienen una amplia variedad de formas y estilos para elegir, incluyendo jazz, música clásica y todo tipo de música popular.

### Pianistas de música clásica
Los pianistas clásicos solían comenzar su carrera musical tocando el piano desde edades muy tempranas, incluso a los tres años. En los siglos XVIII y XIX, los compositores solían interpretar sus propias obras, como es el caso de Wolfgang Amadeus Mozart, Ludwig van Beethoven, Frédéric Chopin, Franz Liszt, Félix Mendelssohn-Bartholdy, Carl Maria von Weber, Charles-Valentin Alkan y Johannes Brahms entre otros. La pianista alemana Clara Schumann interpretaba las obras de su esposo Robert Schumann.
El ruso Antón Rubinstein destacó a finales del siglo XIX como compositor e intérprete, al igual que su compatriota Aleksandr Skriabin. A principios del siglo XX muchos pianistas realizaron interpretaciones por Europa Occidental y Estados Unidos, entre los que destacan los polacos Ignacy Jan Paderewski, Józef Hofmann y Arthur Rubinstein, los españoles Isaac Albéniz, Enrique Granados y Manuel de Falla, así como el italiano Ferruccio Busoni o el suizo Alfred Cortot.
En el periodo comprendido entre la Primera y Segunda Guerra Mundial destacaron por encima del resto el compositor e intérprete ruso Sergéi Rajmáninov, el austriaco Artur Schnabel, la inglesa Myra Hess, los alemanes Walter Gieseking y Wilhelm Kempff, los españoles José Cubiles, Ricardo Viñes y la brasileña Guiomar Novaes. En 1945, pasada la Segunda Guerra Mundial, aparecieron pianistas soviéticos como Serguéi Prokófiev y Dmitri Shostakóvich, Emil Gilels y Sviatoslav Richter. El chileno Claudio Arrau destacó por ser maestro en un amplio repertorio. Junto a ellos sobresalieron el intérprete y pedagogo checo Rudolf Serkin, el virtuoso soviético Vladimir Horowitz y los españoles Rafael Orozco y Alicia de Larrocha. Igualmente, el cubano Ernesto Lecuona fue un pianista destacado, además de un reconocido compositor de piezas para piano. En dicha época además destacaron el anglo-austriaco Alfred Brendel, protagonista de varias controversias estéticas por su enfoque musicológico; el canadiense Glenn Gould, que grabó la obra de Bach; los estadounidenses Van Cliburn y Murray Perahia, el soviético Vladímir Áshkenazi, y los argentinos Daniel Barenboim, Bruno Gelber y Martha Argerich. A finales del siglo XX y comienzos del siglo XXI, la calidad técnica ha ido en aumento, lo que ha propiciado la proliferación de concursos internacionales que han servido como plataforma a artistas jóvenes.

### Pianistas dejazz

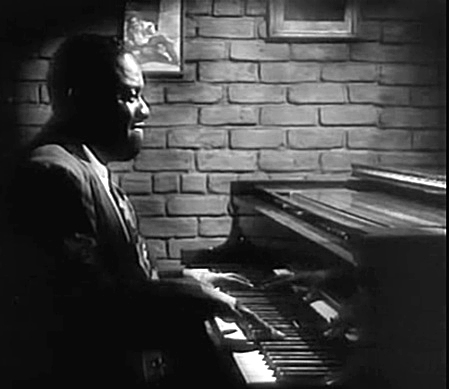
Art Tatum en un fotograma de la película The Fabulous Dorseys de 1947

El ragtime, estilo musical de finales del siglo XIX, es considerado uno de los precursores del jazz. La popularización del ragtime ocurrió entre los años 1895 a 1915 aproximadamente y los pianistas y compositores clásicos más destacados de dicha época fueron Scott Joplin, James Scott y Joseph Lamb. Otros músicos, como Jelly Roll Morton y James P. Johnson, sirvieron de transición entre el ragtime y el jazz. El mencionado James P. Johnson fue el primer pianista importante del barrio de Harlem y destacó por el uso del piano como instrumento de acompañamiento en el jazz. El barrio de Harlem, situado en Manhattan, fue durante la década de 1920 el centro del florecimiento de la cultura negra, conocido como Renacimiento de Harlem, y un lugar de confluencia de numerosos pianistas de jazz, los cuales tocaban según el estilo denominado stride piano. Dicho estilo consistía en alternar permanentemente una nota tocada en el bajo en los tiempos nones y un acorde tocado en los pares.
En esa época también destacó Earl Hines, por su novedosa aportación de ritmos y acentos y la influencia que ejerció en los pianistas coetáneos, y Fats Waller. En la década de 1930, dentro del estilo swing, se hizo famoso Art Tatum por su virtuosismo y la creatividad de sus interpretaciones. Muchos le consideraron el «mejor pianista de jazz de la historia». En esa época también destacó Count Basie, que incluyó en el jazz elementos del swing y el blues, y Fletcher Henderson. El estilo bebop del piano, surge en la década de los 40 por invención de Thelonious Monk y otros músicos. En dicho estilo destacó Bud Powell como una de las figuras principales y creador de escuela en el jazz moderno.
Bill Evans perteneció al género hard bop y revolucionó el género del trío de piano en el jazz tal y como se conocía hasta entonces, ya que anteriormente el piano dominaba y dirigía la música mientras que el contrabajo y la batería marcaban el ritmo. Él cambió esta forma de concebir la música para dar igual importancia a los tres instrumentos del trío, pudiendo desempeñar el papel de director del conjunto cualquiera de ellos. En esa época, Milt Buckner incorporó a la música de jazz para piano gran cantidad de elementos de la música clásica europea desde Johann Sebastian Bach hasta Darius Milhaud. En el estilo jazz rock, que surgió a comienzos de los años 1970, destaca Chick Corea, líder del grupo Return to Forever. McCoy Tyner es la figura más destacada del mainstream jazz aunque se ha aproximado a una amplia variedad de estilos jazzísticos a lo largo de su carrera como el jazz progresivo, jazz modal y hard bop, entre otros. Su estilo ha influido a numerosos pianistas, entre los que se incluye la estadounidense Joanne Brackeen. Otros pianistas de jazz destacados son Geri Allen, Ray Charles, Nat King Cole, Duke Ellington, Egberto Gismonti, Herbie Hancock, Ahmad Jamal, Keith Jarrett, Norah Jones, Diana Krall, Tete Montoliu, Oscar Peterson, Michel Camilo, Enrique Villegas y Michel Petrucciani.

### Pianistas en otros géneros musicales
También se emplea el piano en el rock and roll, usado por Jerry Lee Lewis, por ejemplo; el rock, con Queen, Elton John, Pink Floyd y Lynyrd Skynyrd, Evanescence, Paul McCartney y John Lennon, entre otros; el blues, con figuras como The Blues Brothers; el rock en español con intérpretes como Charly García y Fito Páez y el pop, con grupos como ABBA. Sin embargo y cada vez más a menudo es reemplazado por el sintetizador o el teclado electrónico. En el siglo XXI, ciertos grupos como Keane, han desterrado el uso de la guitarra en provecho del piano en el género musical conocido como piano rock.

## Fabricantes destacados de pianos
Durante el siglo XIX se fundaron numerosas empresas de fabricación de pianos. En 1828, Ignaz Bösendorfer fundó la suya en Austria, La historia de Grotrian-Steinweg se remonta a 1835 cuando la fábrica Steinweg fue creada por Heinrich Engelhard Steinweg (más tarde conocido como Henry Steinway después de emigrar a los Estados Unidos, donde fundó Steinway & Sons), el checo Antonín Petrof fundó en 1864 la fábrica de pianos Petrof, como también, en la misma época, Julius Blüthner hace lo propio en Leipzig.
En la actualidad, las compañías de fabricación de pianos más destacadas se encuentran en Alemania (como Blüthner, Steinway & Sons, Steingraeber & Söhne, Grotrian - Steinweg y Bechstein), en Austria (Bösendorfer), en República Checa (Petrof), en Estados Unidos (Baldwin, Chickering and Sons y Steinway & Sons), en Japón (Yamaha y Kawai) y en Italia (Fazioli).
Ante el creciente aumento de los costes de producción, muchos fabricantes han trasladado la producción de sus modelos de serie económica a países en los que la mano de obra es más barata, como China o Indonesia. Otros han simplificado el diseño exterior del instrumento y han suprimido prácticamente cualquier adorno.
Otras compañías destacadas son Broadwood, la compañía de fabricación más antigua del mundo, fundada en 1783; las francesas Boisselot, Érard y Pleyel, las checas Weinbach o Scholze, la coreana Young Chang y las compañías de pianos de juguete Schoenhut.

## Papel social del piano

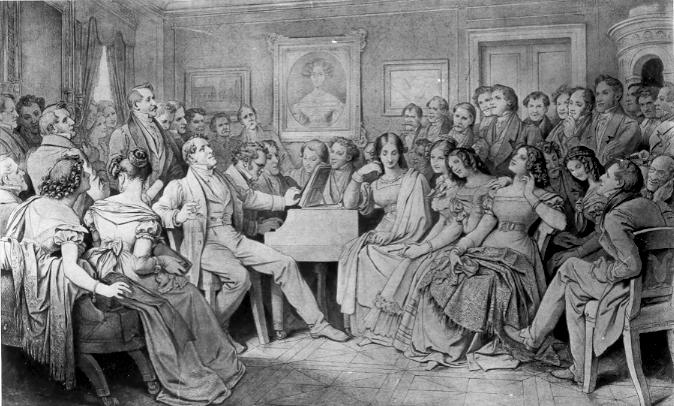
El piano en una velada musical del (Moritz von Schwind, 1868).

El piano es un instrumento fundamental en la música clásica europea, el jazz y otros géneros musicales occidentales, así como en el cine y la televisión. Gran número de compositores han sido habilidosos pianistas porque el teclado del piano ofrece un medio sencillo para la interacción compleja melódica y armónica. El piano a menudo ha sido una herramienta para la composición.
La historia social del piano es la historia del papel del instrumento en la sociedad. Desde que se inventó el piano a finales del siglo XVII, su uso se fue generalizando en la sociedad occidental de finales del siglo XVIII y sigue siendo ampliamente interpretado en el siglo XX y comienzos del siglo XXI. En el siglo XVIII, el piano y la mujer estuvieron muy ligados, hasta el punto de que se tenía muy en cuenta si la joven tenía estudios de piano a la hora de formalizar un matrimonio. El piano siempre fue un instrumento excesivamente costoso y en sus inicios, solo la alta burguesía y la aristocracia podían permitirse comprar uno. Con el paso del tiempo y el incremento del nivel de vida por parte de algunos sectores de la sociedad, el piano se convirtió en un instrumento con precio más accesible y en un elemento fundamental de entretenimiento dentro de los hogares. Su uso generalizado comenzó a disminuir a partir de la invención de aparatos mecánicos y electrónicos como la pianola, el fonógrafo y la radio.